# Storia della misurazione del tempo

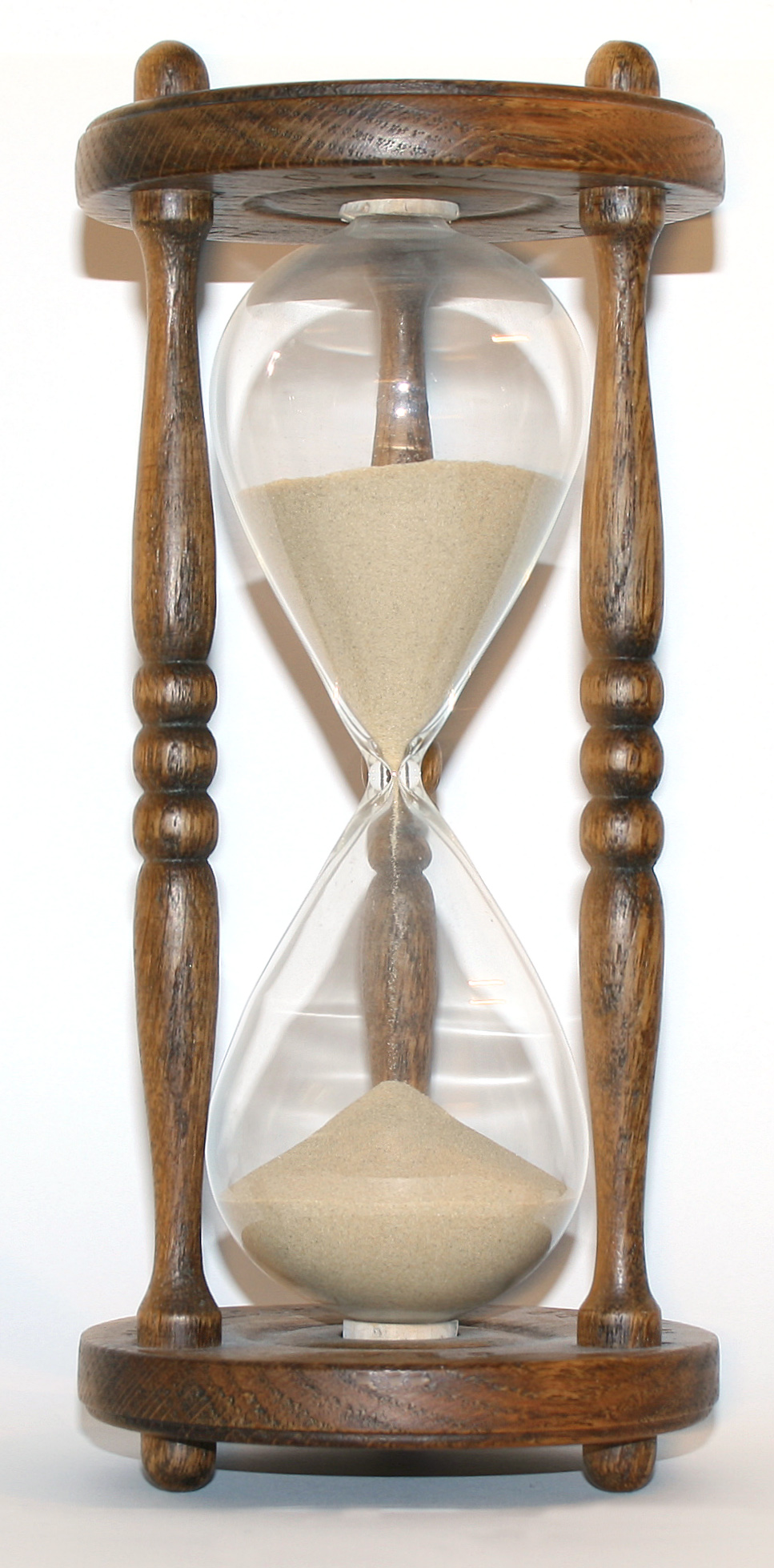
Una clessidra scandisce lo scorrere del tempo mano a mano che la sabbia cade sul fondo. Essendo uno dei primi strumenti utilizzati per la misurazione del tempo, la clessidra è diventata un simbolo del concetto stesso di tempo.

Per migliaia di anni l'uomo ha utilizzato diversi strumenti per tenere traccia dello scorrere del tempo. L'attuale sistema sessagesimale per la misurazione del tempo viene datato fino al XXI secolo a.C., ad opera dei Sumeri, popolazione che ha abitato la Mesopotamia.
Gli egizi dividevano il giorno in due parti da 12 ore ciascuna, utilizzando grossi obelischi per tracciare il movimento del Sole. A loro si deve inoltre lo sviluppo delle clessidre ad acqua, utilizzate probabilmente per la prima volta nel Grande tempio di Amon diffusesi poi anche al di fuori dell'Egitto; esse vennero utilizzate molto anche dagli antichi greci, i quali le chiamavano clepsydrae. Si ritiene che anche la dinastia Zhou abbia utilizzato degli orologi ad acqua simili, introdotti in Mesopotamia fin dal XXI secolo a.C., intorno allo stesso periodo.
Altri antichi strumenti di misura del tempo sono stati utilizzati nel corso della storia: la candela oraria, utilizzata nella Cina antica, nel Giappone antico, in Inghilterra e in Mesopotamia; la clessidra, dal funzionamento simile agli orologi ad acqua; la meridiana, che sfrutta l'ombra proiettata dal Sole su una superficie per stimare l'ora esatta in giorni soleggiati (questo la rende inutile di notte o in presenza di nuvole, e necessitava di essere ricalibrata al cambiare delle stagioni per allineare lo gnomone con l'asse terrestre).
Il primo orologio conosciuto a scappamento alimentato ad acqua, che trasferiva energia rotazionale a un meccanismo di movimento intermittente, risale al III secolo a.C. nell'antica Grecia. Gli ingegneri cinesi, nel X secolo, svilupparono degli orologi con meccanismi di scappamento a mercurio, seguiti dagli ingegneri iraniani che, nell'XI secolo, svilupparono degli orologi ad acqua movimentati da pesi ed ingranaggi.
I primi orologi meccanici, che sfruttavano un sistema a scappamento a verga con bilanciere, vennero inventati in Europa agli inizi del XIV secolo, e costituirono lo standard nella misurazione del tempo fino all'invenzione dell'orologio a pendolo nel 1656. L'invenzione della molla di richiamo all'inizio del XV secolo permise lo sviluppo di orologi portatili, portando all'arrivo dei primi orologi da tasca nel XVII secolo, i quali però non furono molto precisi fino all'implementazione della molla a spirale nel bilanciere a metà del XVII secolo.
L'orologio a pendolo rimase lo strumento di misura più preciso fino agli anni 1930, quando vennero inventati gli oscillatori al quarzo, seguiti dagli orologi atomici dopo la seconda guerra mondiale. Inizialmente relegati all'uso da laboratorio, grazie allo sviluppo della microelettronica negli anni 1960 gli orologi al quarzo divennero ben presto compatti e economici da produrre, ed entro gli anni 1980 si imposero a livello mondiale come la tecnologia più diffusa sia negli orologi da tavolo che negli orologi da polso.
Gli orologi atomici sono di gran lunga gli strumenti più accurati per la misurazione del tempo, e sono quindi utilizzati per calibrare gli altri orologi e per determinare il tempo atomico internazionale (TAI). Anche il tempo coordinato universale (UTC), il fuso orario standard di riferimento, è basato sulla misura del tempo tramite orologi atomici.

## Strumenti di misura nelle civiltà primitive

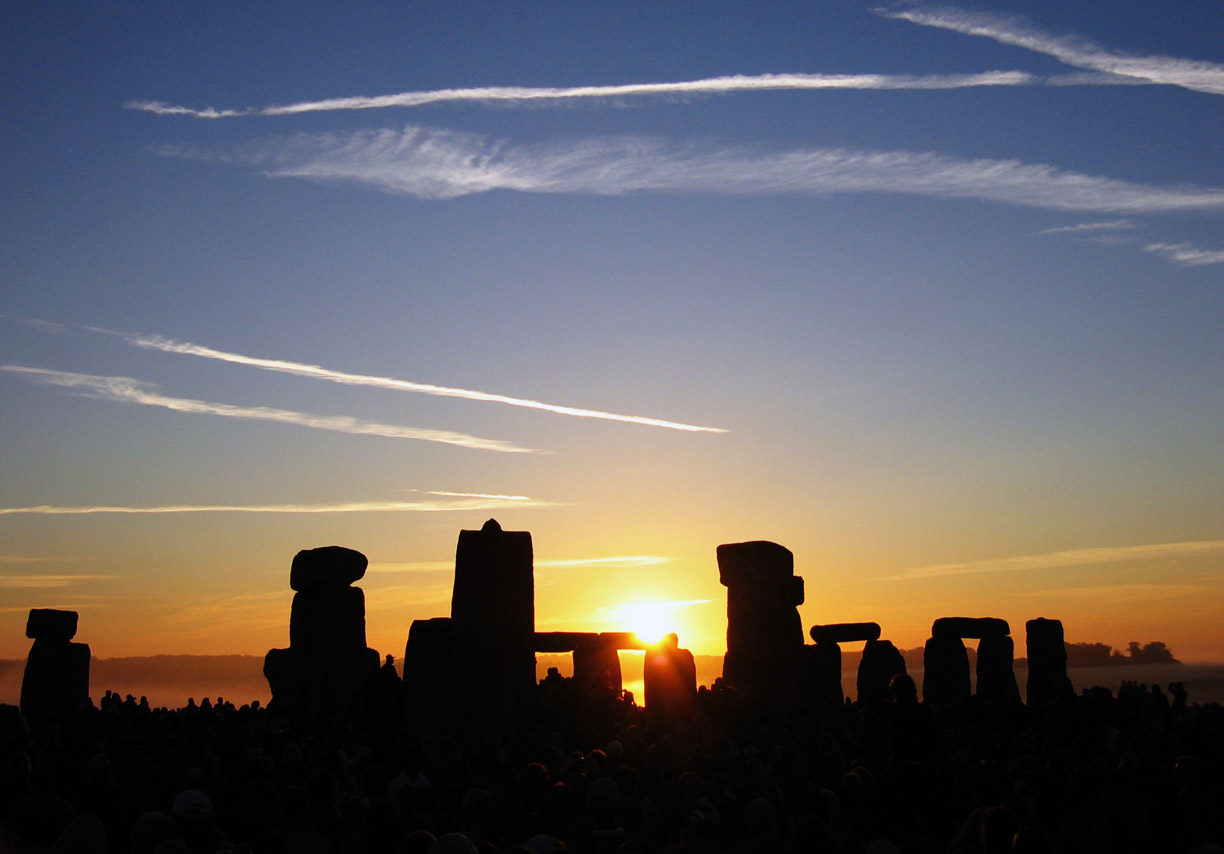
Il Sole sorge sopra Stonehenge durante un solstizio di giugno

Molte civiltà primitive erano solite osservare i corpi celesti, spesso il Sole e la Luna, per tenere traccia del tempo e determinare in quale giorno o stagione si trovassero. I primi calendari potrebbero essere stati creati durante l'ultimo periodo glaciale, da cacciatori-raccoglitori che utilizzavano strumenti rudimentali (come pezzi di legno e ossa) per seguire le fasi lunari o l'alternarsi delle stagioni. I cerchi di pietre, come Stonehenge in Inghilterra, vennero costruiti in varie parti del mondo, in particolar modo dalle popolazioni che abitavano l'Europa prima del Paleolitico, e si ritiene che venissero utilizzati per predire l'avvenimento di certi eventi stagionali ed annuali come equinozi e solstizi. Dal momento che tali civiltà dei megaliti non hanno lasciato alcuna testimonianza scritta, si conosce poco dei loro calendari e dei metodi che utilizzavano per seguire lo scorrere del tempo. Vengono invece fatte risalire a quasi 4 000 anni fa le prime testimonianze, in Mesopotamia ed Egitto, di metodi basati sul sistema sessagesimale, con cui oggi viene comunemente misurato il tempo sia in Occidente che in Oriente. Le popolazioni mesoamericane, allo stesso modo, adattarono il loro sistema di numerazione vigesimale per ottenere calendari con anni di 360 giorni.

### Antico Egitto

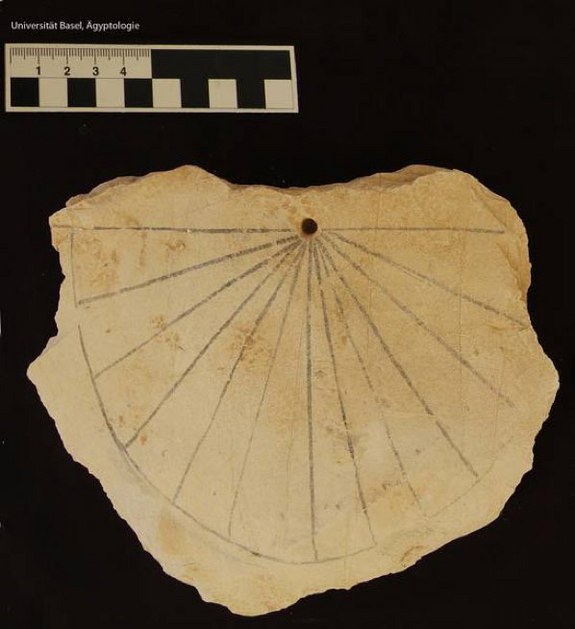
Antica meridiana egizia (circa 1500 a.C.), ritrovata nella Valle dei Re. La meridiana divideva il giorno in 12 parti.

La più antica meridiana conosciuta è stata ritrovata nel 2013 in Egitto, nella Valle dei Re, e risale intorno al 1 500 a.C. (XIX dinastia). Gli orologi che sfruttavano le ombre proiettate dal Sole, come appunto le meridiane, sono state i primi strumenti utilizzati per misurare le varie parti del giorno. Gli antichi obelischi egizi, costruiti intorno al 3 500 a.C., fanno anch'essi parte di questa categoria e rappresentano una delle prime forme di orologi del genere.

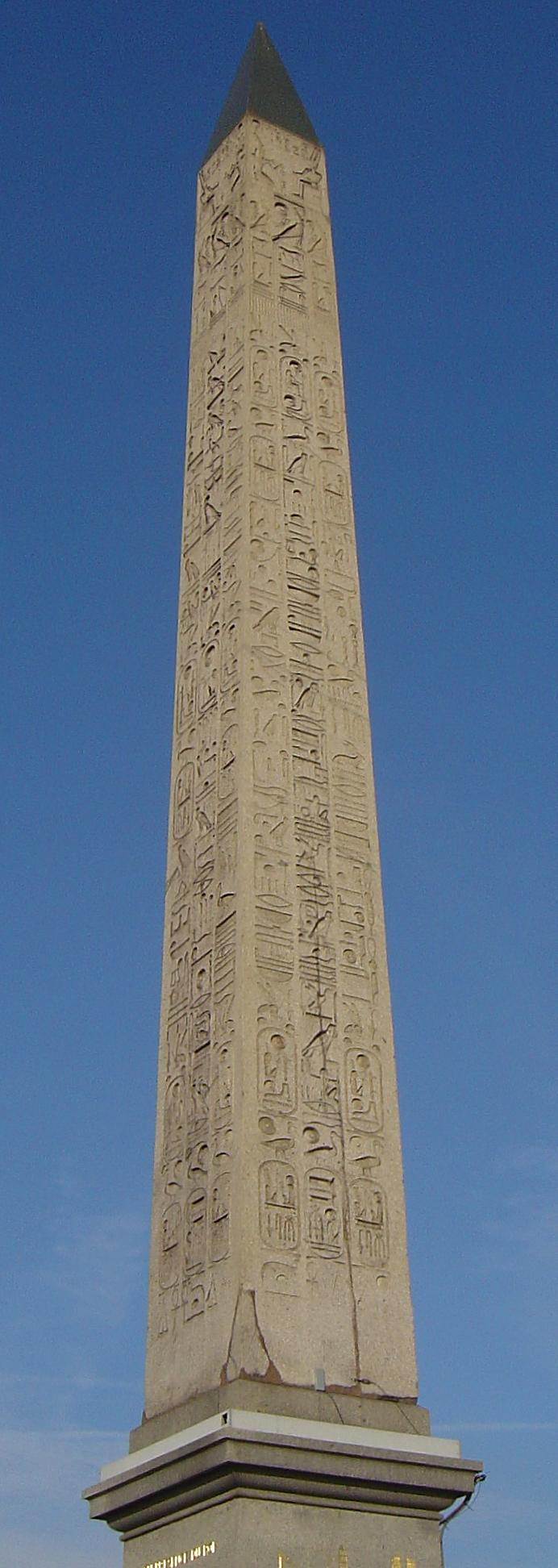
L'obelisco di Luxor in Place de la Concorde, a Parigi. Originariamente era stato posto davanti al tempio di Luxor da Ramses II.

Gli orologi egizi dividevano il giorno in 12 parti, ciascuna di esse suddivise a loro volta in parti più precise. Un tipo di questi orologi consisteva in un lungo asse verticale, con cinque segni di posizione variabile su di esso, e una sbarra trasversale rialzata che proiettava la sua ombra su di essi. Lo strumento veniva posizionato verso est al mattino, e poi rivolto verso ovest a mezzogiorno. Il funzionamento dell'obelisco era analogo: l'ombra proiettata sui segni di riferimento intorno ad esso permetteva di calcolare il tempo; l'obelisco indicava inoltre se fosse mattina o pomeriggio, oltre a permettere di calcolare i solstizi di estate e di inverno. Un terzo orologio, costruito intorno al 1 500 a.C., era di forma simile ad una "squadra a T"; misurava lo scorrere del tempo al variare dell'ombra proiettata dalla sbarra trasversale su di un regolo non lineare. La T veniva orientata verso est al mattino e ruotata a mezzogiorno, permettendo così di proiettare la sua ombra nella direzione opposta.
Per quanto accurati, gli orologi di questo tipo facevano affidamento sul Sole ed erano quindi inutile di notte o in giornate nuvolose. Gli egizi svilupparono perciò degli strumenti alternativi per misurare il tempo, come le clessidre ad acqua, e un sistema per tracciare il movimento delle stelle. Le prime descrizioni di una clessidra ad acqua risalgono a un'inscrizione nella tomba di Amenemhet, un ufficiale di corte del XVI secolo a.C., le quali lo identificano come l'inventore dello strumento. Esistevano molte tipologie diverse di clessidre ad acqua, alcune più sofisticate di altre. Una di queste era costituita da una ciotola con tanti piccoli buchi sul fondo lasciata galleggiare sull'acqua: questa si riempiva con un rateo costante, e dei segni graduati sulla superficie laterale della ciotola indicavano lo scorrere del tempo mano a mano che la superficie dell'acqua li raggiungeva. La più antica clessidra ad acqua conosciuta è stata ritrovata nella tomba del faraone Amenofi I, suggerendo che esse siano state utilizzate per la prima volta nell'Antico Egitto. Un altro metodo utilizzato dagli egizi per misurare lo scorrere del tempo di notte consisteva nell'utilizzo di piombini chiamati merkhet: in uso almeno dal 600 a.C., due di questi strumenti erano allineati con Polaris, la stella polare del nord, per creare un meridiano nord-sud; il tempo veniva accuratamente misurato osservando il passaggio di certe stelle attraverso la linea creata dai due merkhet.

### Antica Grecia e antica Roma

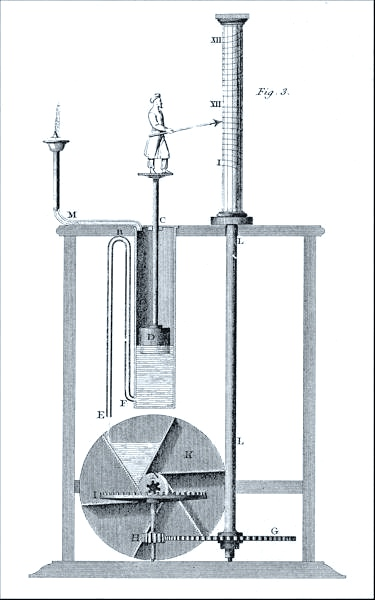
Clessidra ad acqua di Ctesibio dal III secolo a.C. La parola clepsydra, letteralmente "ladro dell'acqua", è il termine greco per indicare l'orologio ad acqua.

Le clessidre ad acqua, o clepsydrae, erano diventate di uso comune in antica Grecia grazie a Platone, che le introdusse in seguito ad un viaggio in Egitto e il quale inventò anche una sveglia alimentata ad acqua: secondo una versione, di notte, un contenitore pieno di sfere di piombo (libere di galleggiare in un condotto di forma colonnare) si riempiva d'acqua grazie a una cisterna che forniva costantemente acqua al condotto; di mattina il contenitore traboccava, portando le sfere di piombo a cadere su un piatto di rame e facendo abbastanza rumore da svegliare gli studenti di Platone all'interno dell'Accademia. Secondo altre versioni, invece, la sveglia era costituita da due giare connesse da un sifone: la prima giara si svuotata d'acqua fino al raggiungere il livello del sifone, che a quel punto trasportava il liquido nella seconda giara, dove la risalita dell'acqua forzava dell'aria attraverso un fischio, causando il rumore necessario.
Nel I secolo a.C., fu presumibilmente l'architetto greco Andronico di Cirro a supervisionare la costruzione della Torre dei venti di Atene, la quale si ritiene contenesse al suo interno una clessidra ad acqua.

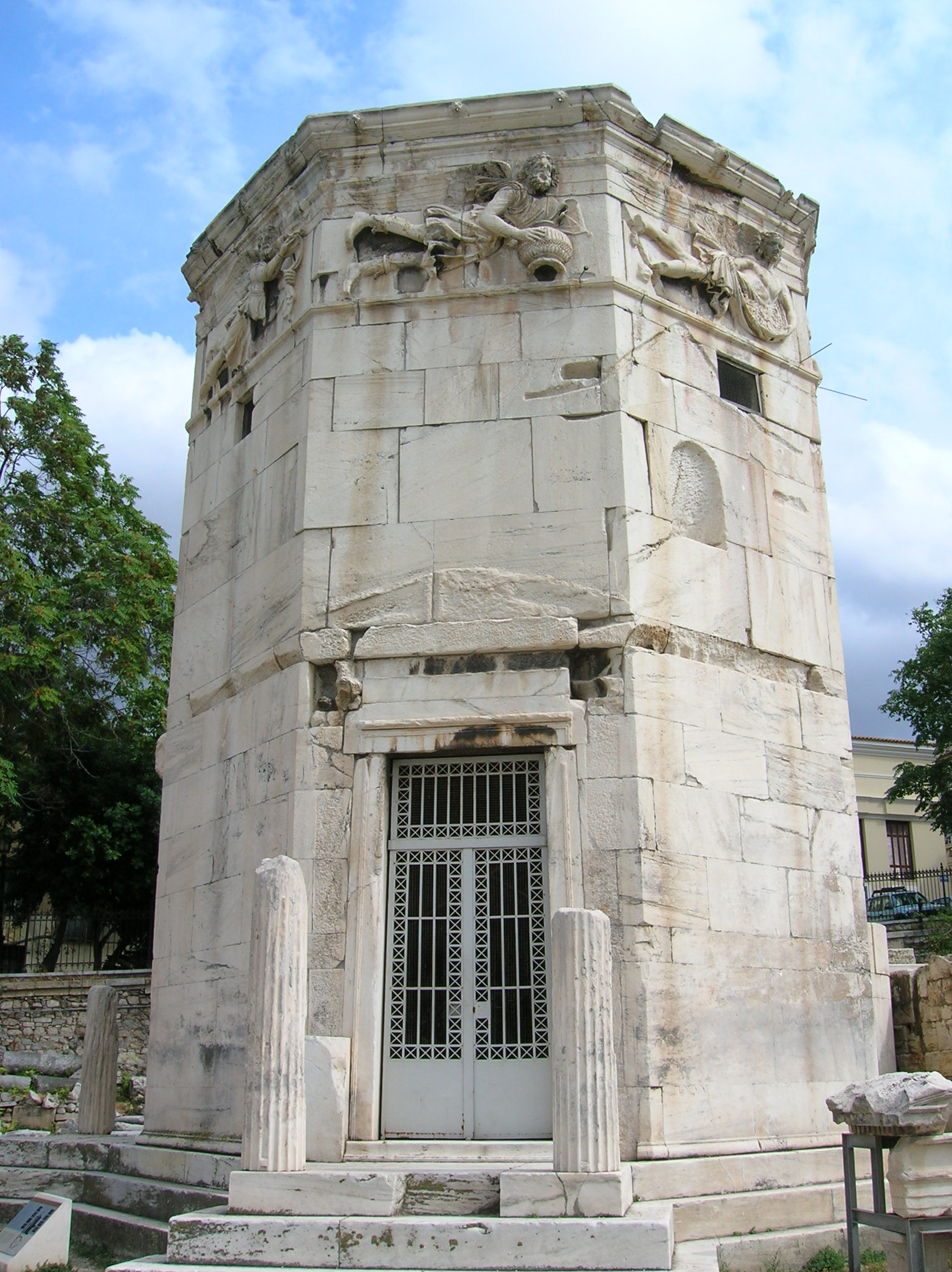
La Torre dei venti, ad Atene, è un esempio di torre dell'orologio della Grecia romana del I secolo a.C.

Nella tradizione greca, le clepsydrae venivano utilizzate all'interno dei tribunali; più tardi, anche i Romani adottarono tali strumenti nelle proprie corti. Tale pratica viene menzionata in numerose fonti storiche e letterarie dell'epoca. Ad esempio, nel suo dialogo Teeteto, Platone afferma che «quegli uomini, d'altra parte, parlano sempre in fretta, incalzati dallo scorrere dell'acqua». Un'altra menzione si ha ne Le metamorfosi (o L'asino d'oro) di Apuleio: «di nuovo, chiamato dal gran grido dell'araldo, un accusatore alquanto anziano si alza, e, versata dell'acqua in un vasetto provvisto di canna sottile a foggia d'imbuto che la lasciava colare goccia a goccia, si rivolge al popolo a seconda del tempo per parlare». Il vasetto descritto da Apuleio era uno dei tanti tipi di orologi ad acqua utilizzati al tempo. Un altro consisteva in una ciotola con un foro al centro, la quale veniva fatta galleggiare sull'acqua. Il tempo veniva misurato osservando quanto impiegava la ciotola a riempirsi d'acqua.
Nonostante le clepsydrae risultassero più utili delle meridiane – potevano essere utilizzate al chiuso, di notte, e anche in presenza di nuvole – non erano altrettanto precise; i Greci, pertanto, cercarono dei modi per migliorare i propri orologi ad acqua. Le clessidre ad acqua greche divennero più precise intorno all'anno 325 a.C., sebbene non ancora al pari delle meridiane, e furono rimodellate con una faccia dotata di una lancetta che indicava le ore, rendendo la lettura dell'ora più precisa e agevole. Uno dei problemi più frequenti per le clessidre ad acqua era dovuto alla pressione dell'acqua stessa: quando il recipiente che conteneva l'acqua si riempiva completamente, l'aumento di pressione faceva sì che il fluido fuoriuscisse più velocemente. Gli orologiai greci e romani del tempo iniziarono a preoccuparsi di questo problema a partire dall'anno 100 a.C., apportando continui miglioramenti allo strumento nei secoli successivi. Per contrastare il problema dell'innalzamento di pressione, i recipienti degli orologi ad acqua (solitamente ciotole o caraffe) vennero modificati in forma conica, con l'estremità più larga posizionata in alto: così facendo, affinché il livello dell'acqua si abbassasse sempre alla stessa velocità, inizialmente doveva fuoriuscire una quantità di liquido maggiore rispetto a quando il livello dell'acqua si trovava più basso (verso l'estremità più stretta del cono). Oltre a migliorare il funzionamento degli orologi, tali strumenti vennero inoltre resi più eleganti nell'aspetto, scandendo le ore tramite dei gong, con piccole porte che si aprivano periodicamente per mostrare delle statuine in miniatura, campane o altri meccanismi. Altri problemi, invece, come l'influenza della temperatura, rimasero irrisolti; l'acqua infatti scorre più lentamente se raffreddata, e può anche congelare.
Tra il 270 a.C. e il 500 d.C., vari personaggi del mondo ellenistico (come Ctesibio, Erone di Alessandria, Archimede), insieme ad orologiai ed astronomi romani, iniziarono a sviluppare sistemi più sofisticati per le proprie clessidre ad acqua. Furono adottati vari accorgimenti per migliorare la regolazione del flusso d'acqua, oltre che per mostrare in modo più esteticamente gradevole il passaggio del tempo. Ad esempio, alcuni orologi utilizzavano campane e gong, mentre altri erano dotati di piccole porte e finestre che si aprivano per mostrare piccole statue di persone, oppure erano provvisti di indicatori semoventi o quadranti per la misurazione del tempo.

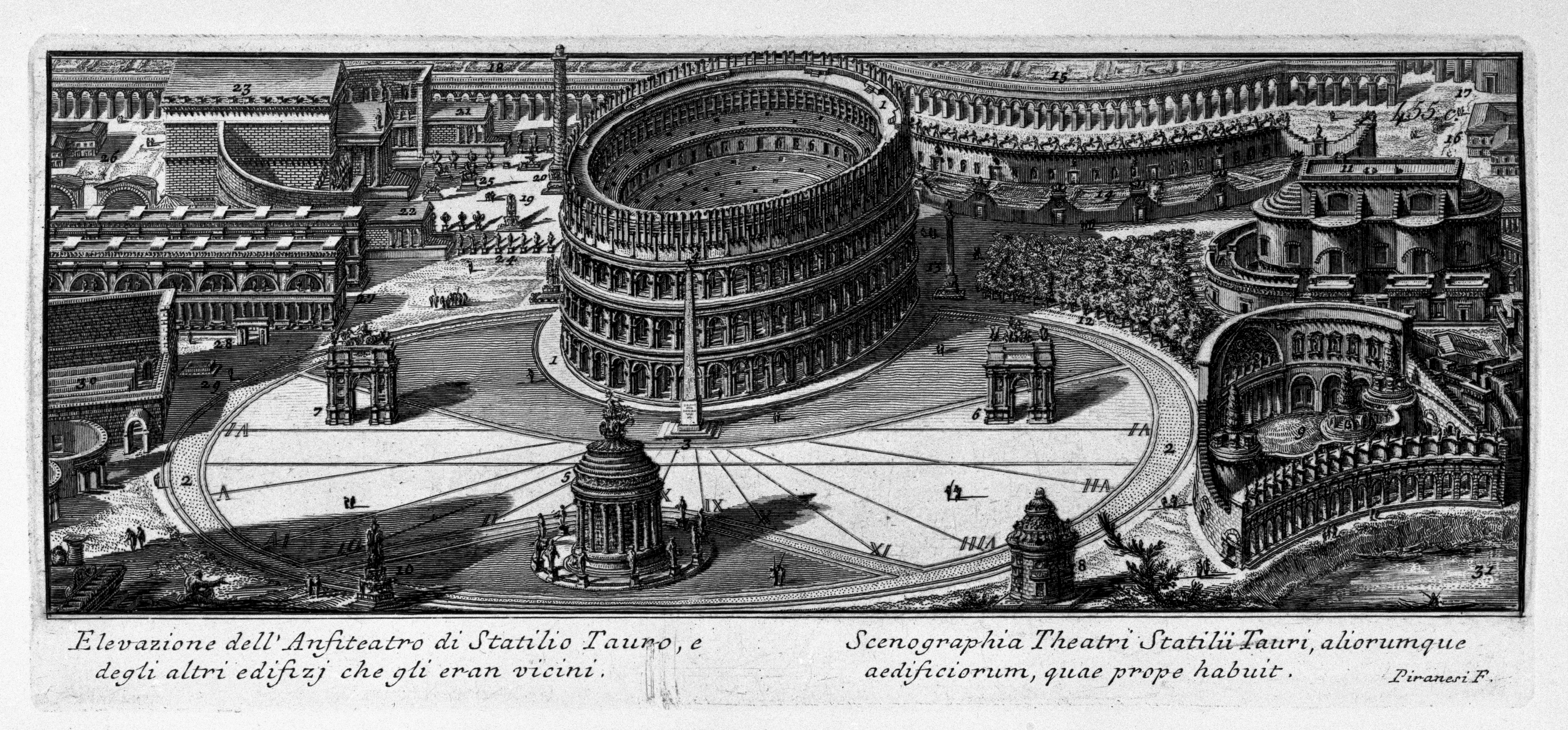
La ricostruzione dell'Horologium Augusti in un'incisione del 1762 di Giovanni Battista Piranesi

Nonostante i greci e i romani avessero fatto progredire molto la tecnologia degli orologi ad acqua, continuavano comunque a fare uso di orologi che sfruttavano l'ombra dovuta ai raggi solari. Il matematico e astronomo Teodosio di Bitinia, ad esempio, si dice avesse ideato una meridiana che funzionasse in ogni parte del mondo, nonostante poco si sappia al riguardo. Marco Vitruvio Pollione, all'interno del Libro IX del De architectura, ha analizzato gli aspetti matematici dello gnomone, la parte della meridiana che proietta la propria sul piatto della meridiana stessa. Durante il regno dell'imperatore Augusto, i romani realizzarono la meridiana più grande mai costruita, l'Horologium Augusti, situata nel Campo Marzio. Lo gnomone della meridiana, attualmente noto come obelisco di Montecitorio e posto nell'omonima piazza, era un obelisco proveniente dalla città di Eliopoli. Plinio il Vecchio riporta che la prima meridiana ad arrivare a Roma giunse nel 264 a.C. e proveniva dalla città di Catania, in Sicilia; secondo lo scrittore, la meridiana continuò a misurare il tempo in modo errato, finché – soltanto un secolo più tardi – le indicazioni e gli angoli della meridiana vennero adattati alla latitudine di Roma.

### Antica Persia

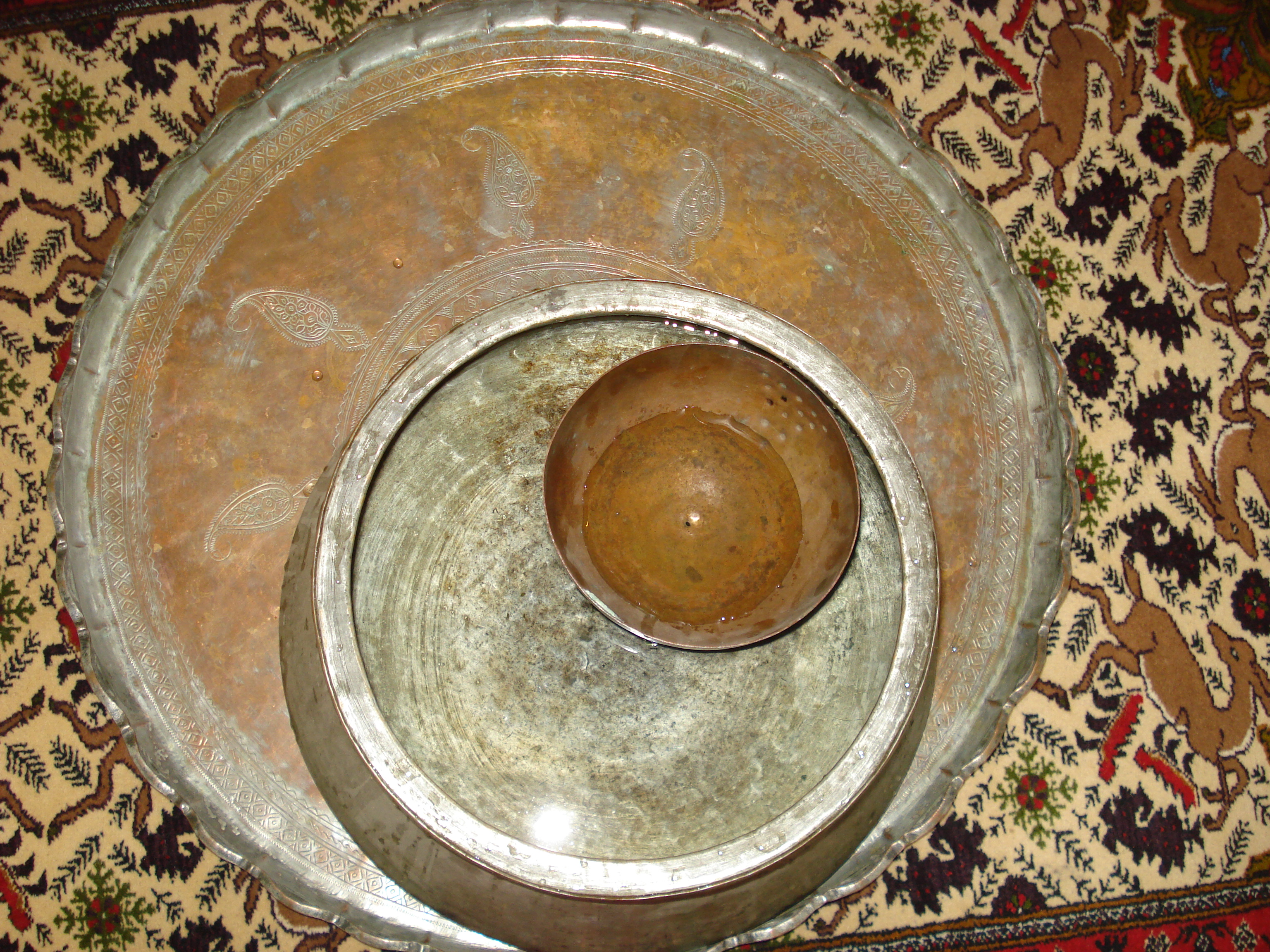
Orologio ad acqua proveniente dal villaggio di Zibad

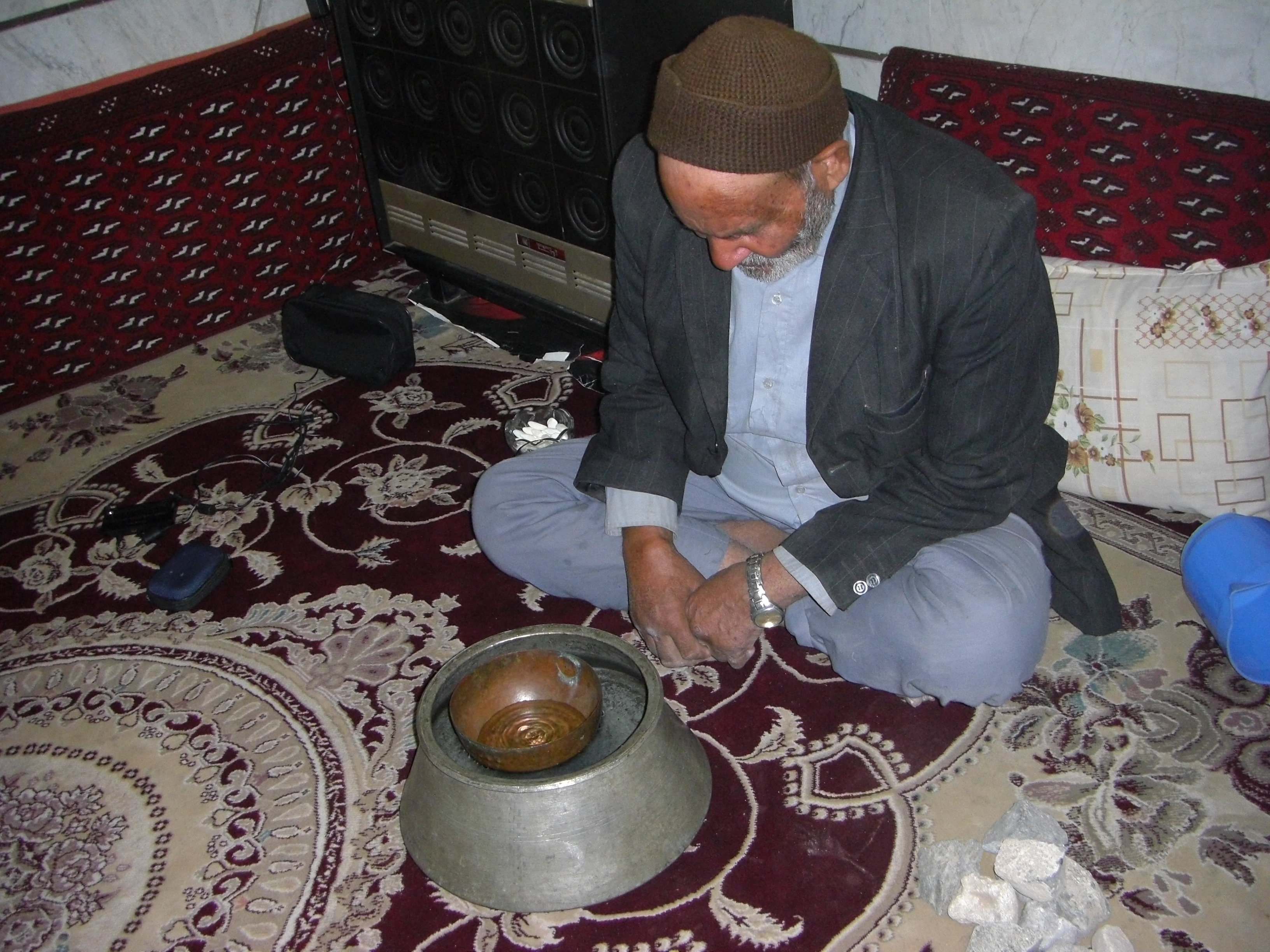
Esempio di "controllore" che supervisiona il funzionamento di un orologio ad acqua in Iran

Secondo lo storico greco Callistene, i persiani utilizzavano clessidre ad acqua fin dal 328 a.C. per garantire un'uniforme e continua distribuzione d'acqua nei loro qanāt per l'irrigazione dei campi. L'utilizzo di orologi ad acqua in Iran, in particolar modo nel villaggio di Zibad, risale fino al 500 a.C. In seguito vennero anche utilizzate per determinare con esattezza le festività religiose di religioni pre-islamiche, come il Nawrūz, il Chelah e lo Shab-e Yalda – rispettivamente il giorno più corto e più lungo dell'anno e quello con pari durata di giorno e notte. Gli orologi ad acqua usati in Iran erano tra gli strumenti antichi più pratici per determinare il calendario annuale.

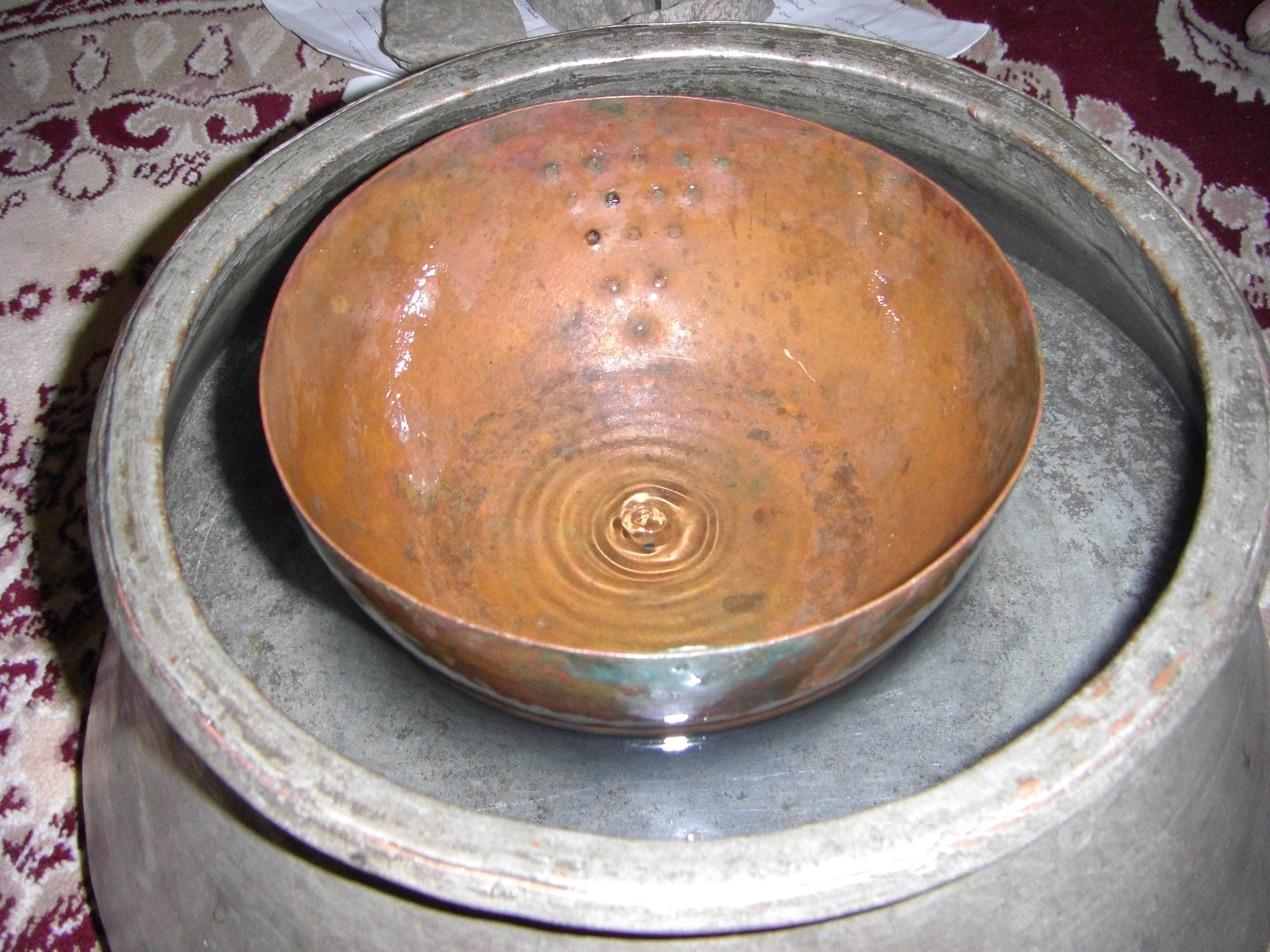
Antico orologio ad acqua persiano

Gli orologi ad acqua in Persia, o Fenjaan, raggiunsero col tempo un livello di accuratezza paragonabile agli attuali standard di misurazione del tempo. Il fenjaan era lo strumento più accurato e comunemente usato, ad esempio, per determinare il momento in cui un contadino doveva prelevare l'acqua dal qanāt per irrigare i campi o la fattoria, finché non venne rimpiazzato da sistemi di misurazione più accurati. Il qanāt costituiva l'unica risorsa d'acqua per l'agricoltura e l'irrigazione dei campi, per questo disporre di un affidabile e preciso sistema di regolazione della quantità d'acqua da fornire era estremamente importante. A supervisionare il funzionamento dell'orologio ad acqua, pertanto, veniva solitamente incaricata una persona saggia e preparata: erano necessari almeno due "controllori" per tenere sotto controllo i numerosi fenjaan e annunciare con esattezza i vari momenti propizi durante il giorno e la notte.
Il fenjaan era costituito da un grande vaso pieno d'acqua e da una ciotola più piccola con un buco al centro. La ciotola, una volta riempitasi d'acqua, affondava sul fondo del vaso, e il controllore del fenjaan quindi la svuotava e la riposizionava sulla superficie dell'acqua all'interno del vaso. Il controllore teneva quindi il conto di quante volte la ciotola cadeva sul fondo mettendo ogni volta una piccola pietra in un altro contenitore.
Il luogo in cui si trovavano il fenjaan e i suoi controllori erano chiamato khaneh fenjaan. Solitamente l'orologio era situato sull'ultimo piano di un'abitazione pubblica, con finestre aperte verso est e verso ovest per osservare il momento dell'alba e del tramonto. Esisteva anche un altro strumento di misurazione del tempo, chiamato staryab o astrolabio, ma era perlopiù utilizzato per ragioni superstiziose e non risultava particolarmente utile come calendario per i contadini. L'orologio ad acqua di Zeebad è rimasto in uso fino al 1965, quando venne sostituito da orologi moderni.

### Antica Cina
Secondo lo storico della scienza britannico Joseph Needham, l'introduzione delle prime clepsydrae con flusso d'acqua esterno in Cina, importate probabilmente dalla Mesopotamia, risalirebbe fino al II millennio a.C., al tempo della dinastia Shang, o al massimo al I millennio a.C. Nel 202 a.C., agli inizi della dinastia Han, le clepsydrae a flusso esterno vennero progressivamente rimpiazzate da quelle a flusso interno, le quali erano dotate di un'asta posizionata su un galleggiante come indicatore. Per compensare l'altezza piezometrica nel serbatoio d'acqua, che portava a un "rallentamento" della misurazione del tempo mano a mano che il contenitore si riempiva di liquido, il geofisico cinese Zhang Heng introdusse una seconda cisterna tra il serbatoio e il contenitore a flusso interno; intorno al 550 d.C., Yin Gui fu il primo ad analizzare a fondo il sistema con serbatoio a livello costante di liquido, il quale venne descritto nel dettaglio in seguito dall'inventore cinese Shen Kuo. Intorno all'anno 610, due inventori della dinastia Sui, Geng Xun e Yuwen Kai, realizzarono per primi il meccanismo della clepsydra bilanciata (con posizioni convenzionali per la stadèra), il quale andò a sostituire il sistema meno accurato di Heng.
Needham ha affermato che la clepsydra bilanciata «permetteva la regolazione stagionale della quota piezometrica all'interno della cisterna di compensazione aggiustando la posizione dei contrappesi graduati sopra l'asta, ed era in grado pertanto di regolare il flusso per diverse durate del giorno e della notte. Con tale sistema, non era necessaria alcuna cisterna per contenere l'eccesso di liquido, e i due addetti venivano avvisati quando la clepsydra necessitava di essere riempita nuovamente».

## Innovazioni in età medievale e pre-moderna

### Orologi solari o comunemente meridiane

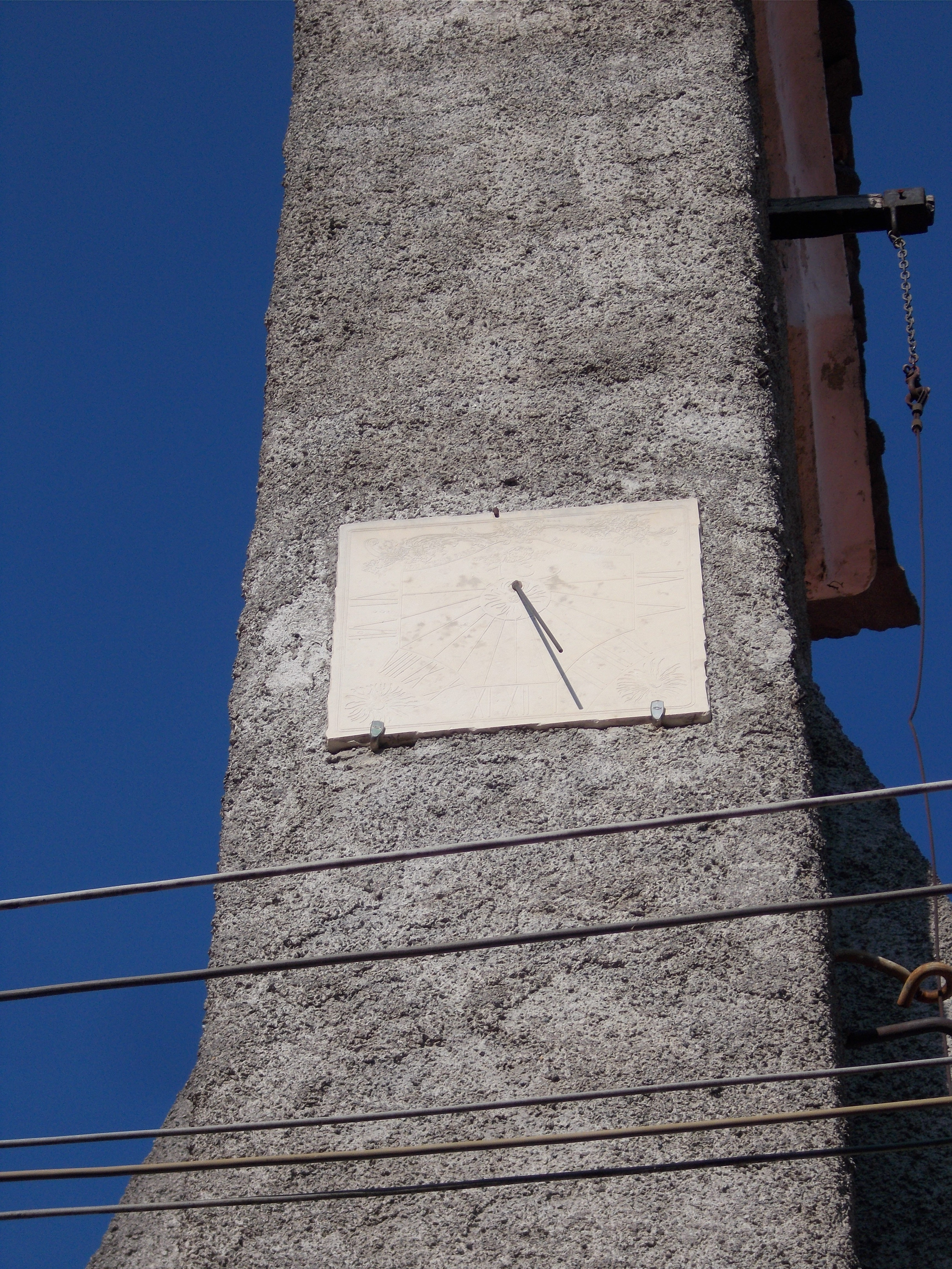

Le meridiane sono un tipo di strumento per la misurazione del tempo che sfrutta il posizionamento del sole con il passare del tempo. l'orario viene indicato su una scala posta verticalmente e grazie alla luce solare e ad un particolare bastoncino posto in alto della scala, le ''lancette" vengono proiettate sulla scala

### Orologi astronomici

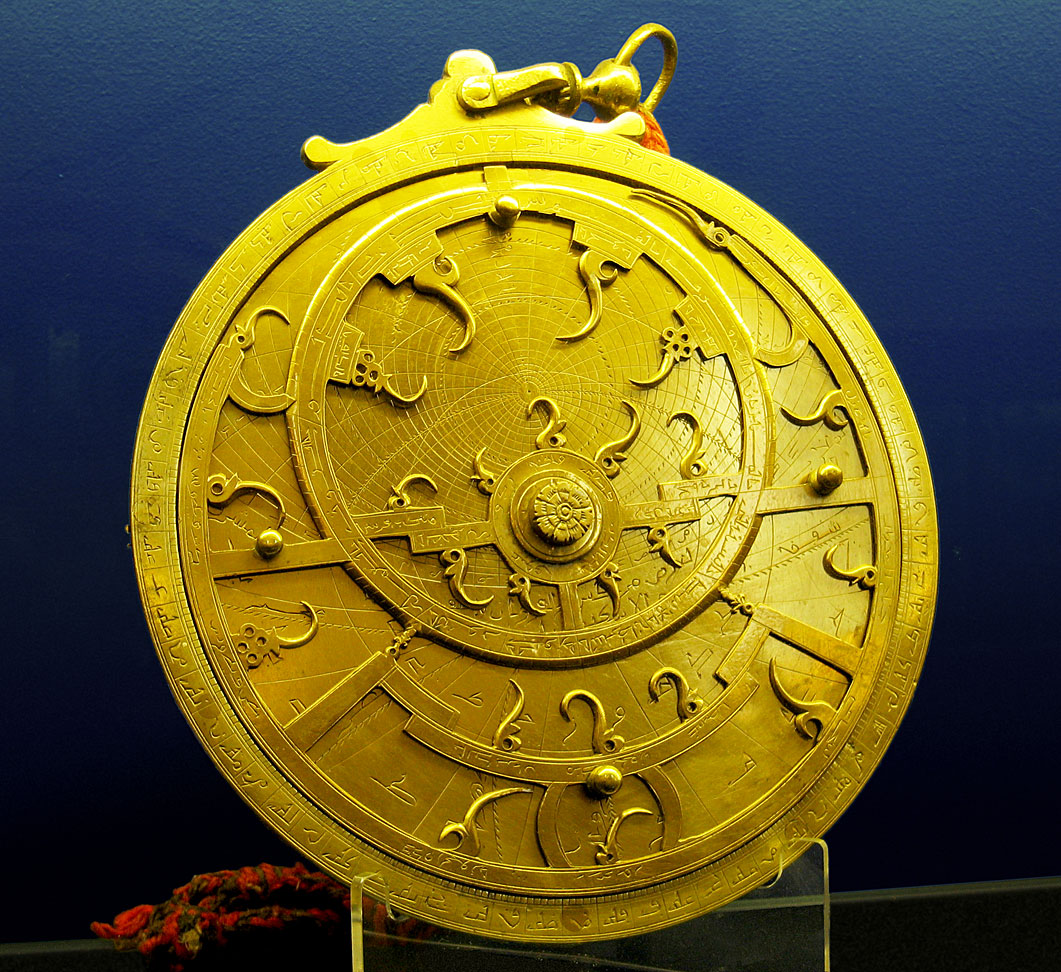
Gli astrolabi sono stati usati come orologi astronomici dagli astronomi musulmani nelle moschee e negli osservatori.

Durante l'XI secolo, nella dinastia Song, l'astronomo cinese, orologiaio ed ingegnere meccanico Su Song creò un orologio astronomico ad acqua per la sua torre dell'orologio della città di Kaifeng. Questo incorporava un meccanismo di scappamento nonché la più antica trasmissione a catena infinita di energia che guidava la sfera armillare.
Gli astronomi musulmani contemporanei costruirono anche una varietà di orologi astronomici molto accurati da usare nelle loro moschee e osservatori, come l'orologio astronomico alimentato ad acqua di Al-Jazari nel 1206, e l'orologio astrolabico di Ibn al-Shatir all'inizio del XIV secolo. I più sofisticati astrolabi cronometrici erano i meccanismi di astrolabio orientati progettati da Abū Rayhān Bīrūnī nell'undicesimo secolo e da Muhammad ibn Abi Bakr nel XIII secolo. Essi funzionavano come dispositivi di cronometraggio e anche come calendari.
Un tipo di orologio astronomico sofisticato alimentato ad acqua venne costruito da Al-Jazari nel 1206. Questo orologio da castello era alto circa 3,4 metri e aveva molteplici funzionalità oltre al cronometraggio. Comprendeva una esposizione dello zodiaco e dei percorsi del Sole e della Luna, un puntatore a forma di luna crescente viaggiava attraverso la parte superiore di una porta, mosso da un meccanismo nascosto che faceva aprire le porte, ognuna delle quali rivelava un manichino, ogni ora. Era inoltre possibile reimpostare la durata del giorno e della notte in modo da tenere conto delle diverse lunghezze del giorno e della notte durante l'anno. Questo orologio includeva anche un certo numero di automazioni tra cui falchi e musicisti che riproducevano automaticamente della musica quando venivano mossi da leve azionate da un albero a camme nascosto collegato ad una ruota idraulica.

### Primi orologi meccanici

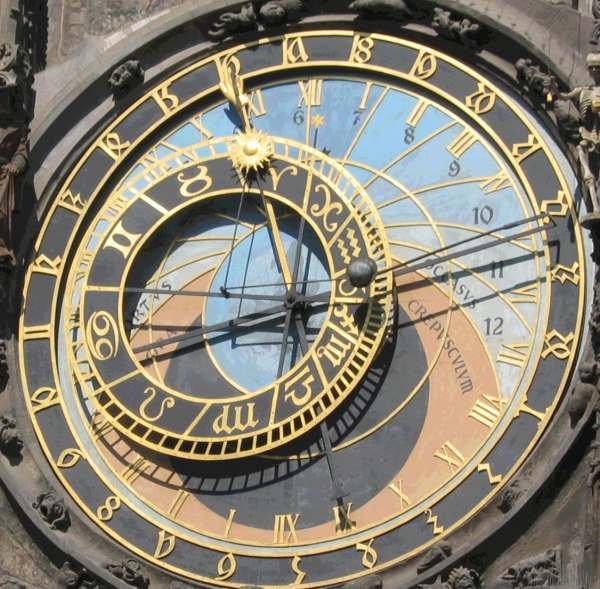
Il quadrante dell'orologio astronomico di Praga (1462)

I primi orologiai medievali europei furono monaci cattolici. Le istituzioni religiose medioevali necessitavano di orologi perché regolavano in maniera rigorosa gli orari giornalieri di preghiera e di lavoro, usando vari tipi di dispositivi di rilevazione e di registrazione del tempo, come orologi ad acqua, meridiane e candele segnatempo, probabilmente con un utilizzo combinato. Quando venivano usati gli orologi meccanici, spesso venivano azionati almeno due volte al giorno per garantirne la precisione. I monasteri segnalavano orari e durate importanti con le campane, a mano o con un dispositivo meccanico, come ad esempio un peso in caduta o una frusta rotante.
Anche se l'iscrizione mortuaria di Pacificus, arcidiacono di Verona, riporta che egli costruì un orologio notturno (horologium nocturnum) già nel 850, il suo orologio è stato identificato come un notturlabio usato per localizzare le stelle con un libro di accompagnamento per le osservazioni astronomiche, piuttosto che un orologio meccanico o ad acqua, un'interpretazione questa supportata da illustrazioni di manoscritti medievali.
Le necessità religiose e l'abilità tecnica dei monaci medievali furono fattori cruciali nello sviluppo degli orologi, come scrive lo storico Thomas Woods:
La comparsa di orologi negli scritti dell'XI secolo implica che essi fossero ben noti in Europa in quel periodo.
All'inizio del XIV secolo, il poeta fiorentino Dante Alighieri si riferiva a un orologio nel Canto X del Paradiso della Divina Commedia, fu il primo riferimento letterario noto a un orologio che scandiva le ore. Giovanni de' Dondi, professore di astronomia a Padova, ha presentato la prima descrizione dettagliata di un orologio nel suo trattato del 1364 Il Tractatus Astrarii. Ciò ha ispirato diverse copie moderne, incluse alcune nel Museo della Scienza di Londra e nella Smithsonian Institution. Altri esempi degni di nota di questo periodo furono costruiti a Milano (1335), Strasburgo (1354), Lund (1380), Rouen (1389) e Praga (1462).
L'orologio della cattedrale di Salisbury, risalente al 1386 circa, è uno dei più antichi orologi ancora funzionanti del mondo e potrebbe essere il più antico. Ha ancora la maggior parte delle sue parti originali, anche se il suo meccanismo originale è andato perduto, essendo stato convertito in un pendolo, a sua volta poi rimpiazzato da un meccanismo a copia dell'originario nel 1956. Non ha un quadrante, il suo scopo era quello di far suonare rintocchi in momenti precisi. Le ruote e gli ingranaggi sono montati in un telaio di ferro aperto simile a una scatola, che misura circa 1,2 metri quadrati. La struttura è tenuta insieme con tasselli metallici e picchetti. Due grosse pietre, appese alle pulegge, forniscono l'energia necessaria. Quando cadono i pesi, le corde si srotolano dai cilindri di legno. Un cilindro aziona la ruota principale, che è regolata dallo scappamento, mentre l'altra aziona il meccanismo di suoneria e il freno ad aria.
Degno di nota è anche l'orologio della cattedrale di Wells di Peter Lightfoot, costruito circa nel 1390. Il quadrante rappresenta una visione geocentrica dell'universo, con il Sole e la Luna che ruotano attorno ad una Terra centrale fissa. È unico nella sua fattispecie medievale originale, mostrando un modello filosofico dell'universo pre-copernicano. Sopra l'orologio c'è una serie di figure che colpiscono le campane e una serie di cavalieri che girano attorno a una pista ogni 15 minuti. L'orologio fu modificato in un orologio con meccanismo a scappamento a pendolo e ancora nel XVIIesimo secolo e fu installato nel Museo della Scienza di Londra nel 1884, dove continua ad operare. Similari orologi analogici astronomici, o orologes, sopravvivono a Exeter, Ottery St Mary e Wimborne Minster.

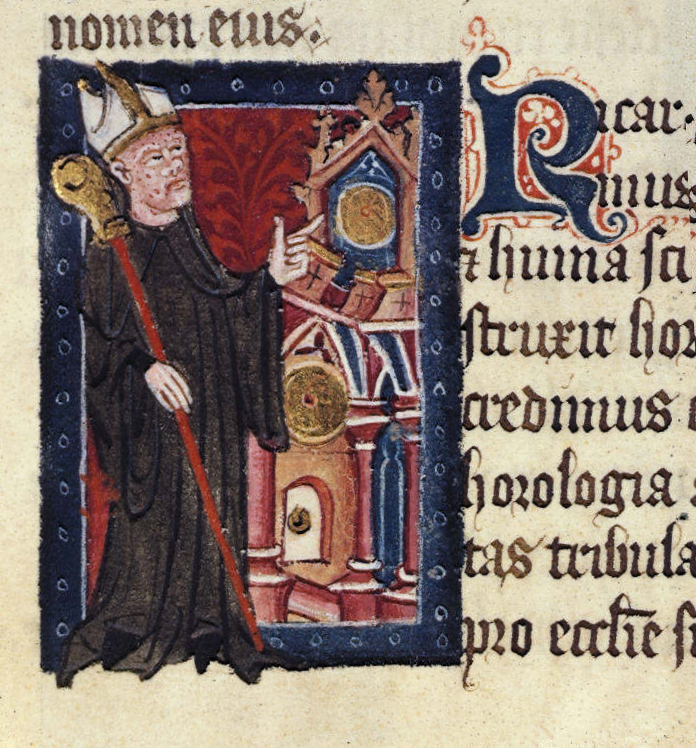
Miniatura di Richard di Wallingford, monaco orologiaio

Un orologio che non è sopravvissuto è quello dell'Abbazia di Saint Albans, costruito nel XIVesimo secolo dall'abate Richard di Wallingford. Potrebbe essere rimasto distrutto durante la dissoluzione dei monasteri in Inghilterra da parte di Enrico VIII, ma gli appunti dell'abate ne hanno permesso una ricostruzione su vasta scala. Oltre a tenere il tempo, l'orologio astronomico poteva prevedere con precisione le eclissi lunari e potrebbe aver indicato altresì il Sole, la Luna (tra cui età e fase lunare), stelle e pianeti, oltre ad esser stato una ruota della fortuna ed un indicatore dello stato della marea al London Bridge. Secondo Thomas Woods, "un orologio che lo eguagliava nella sofisticazione tecnologica non compariva da almeno due secoli". Giovanni de' Dondi era un altro costruttore di orologi meccanici il cui orologio non sopravvisse, ma il suo lavoro è stato replicato basandosi sui suoi disegni. L'orologio di De Dondi era una costruzione a sette facce con 107 parti mobili, che mostravano le posizioni del Sole, della Luna e dei cinque pianeti, così come i giorni di festività religiosa. Intorno a questo periodo, orologi meccanici furono introdotti in abbazie e monasteri per marcare eventi e tempi importanti, sostituendo gradualmente orologi ad acqua che avevano servito allo stesso scopo.
Durante il Medioevo, gli orologi servivano principalmente a scopi religiosi; il primo impiegato per il conteggio secolare è emerso intorno al XV secolo. A Dublino, la misurazione ufficiale del tempo divenne un'usanza locale, e nel 1466 un orologio pubblico si trovava in cima al Tholsel (il municipio e la camera del consiglio cittadino). Fu il primo del suo genere ad essere di pubblica notorietà in Irlanda e aveva solo una lancetta, quella delle ore. Il crescente diffondersi di castelli portò all'introduzione di orologi a torretta. Un esemplare del 1435 sopravvive dal castello di Leeds; il suo quadrante è decorato con le immagini della Crocifissione di Gesù, Maria e San Giorgio.
I quadranti dei primissimi orologi mostravano le ore: l'indicazione dei minuti e dei secondi si è sviluppata in seguito. Un orologio con il quadrante che indica i minuti è menzionato in un manoscritto del 1475, e gli orologi che indicano minuti e secondi esistevano in Germania a partire dal XV secolo. Orologi e altri sistemi segnatempo che indicavano minuti e secondi vennero prodotti occasionalmente da questo momento in poi, ma questi non divennero comunque produzioni diffuse fino a quando l'aumento dell'accuratezza fu reso possibile dall'introduzione dell'orologio a pendolo e dalla molla a spirale. L'astronomo Tycho Brahe del XVI secolo ricorreva a orologi con minuti e secondi per osservare le posizioni stellari.
L'ingegnere ottomano Taqi al-Din ha descritto un orologio con un meccanismo d'energia messo in azione da pesi, composto da un insieme di ingranaggi impressionante, comprensivo di una sveglia e di una rappresentazione delle fasi lunari nel suo libro Al-Kawākib al-durriyya fī wadh 'al-bankāmat al-dawriyya, scritto intorno al 1556.

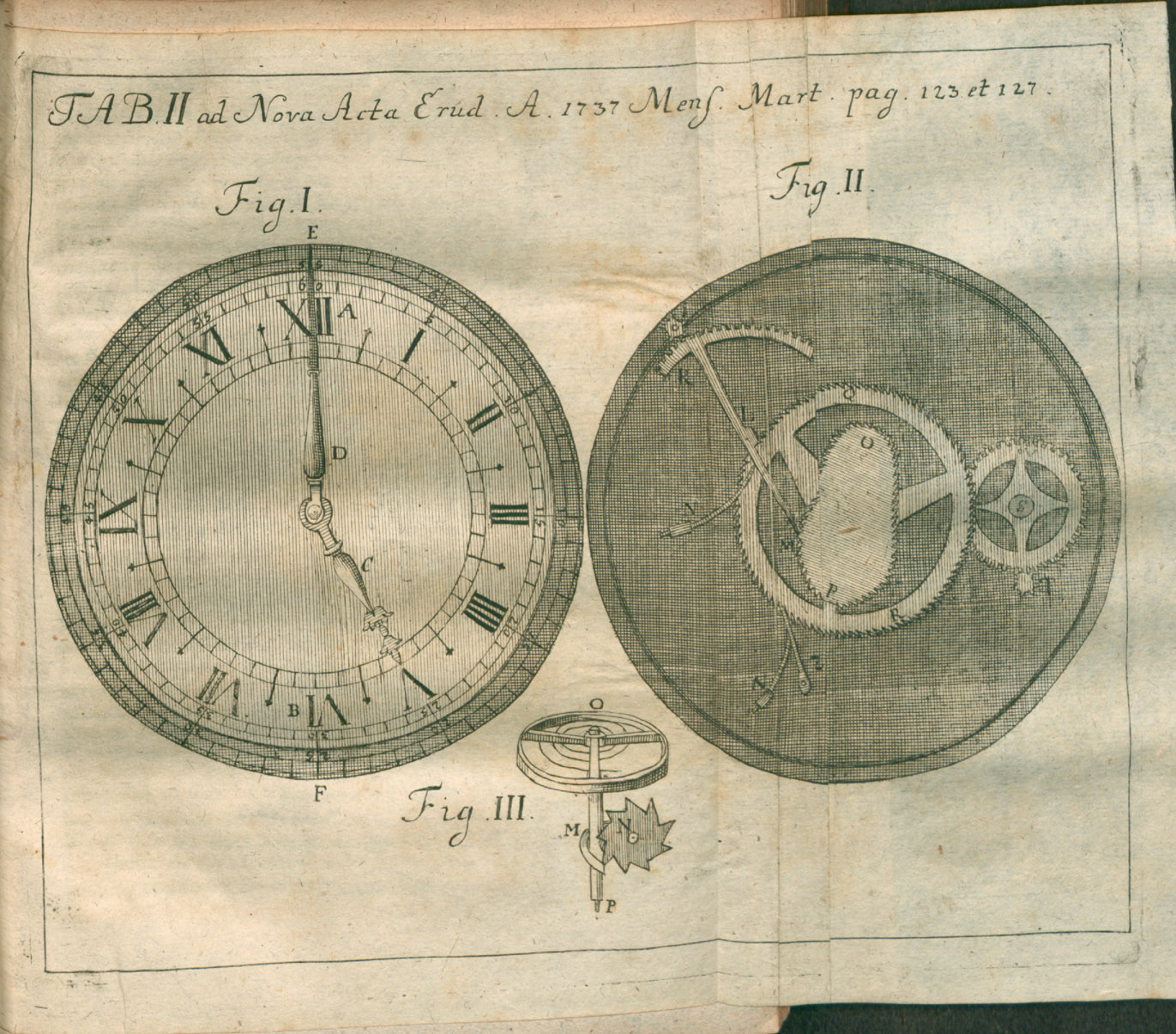
Un orologio disegnato in un giornale scientifico del 1737

#### Orologi da polso
Il concetto dell'orologio da polso risale alla produzione degli orologi più antichi del XVI secolo. Elisabetta I d'Inghilterra ricevette un orologio da polso da Robert Dudley nel 1571. Fin dall'inizio, gli orologi da polso erano quasi esclusivamente indossati dalle donne, mentre gli uomini utilizzarono orologi da tasca fino all'inizio del XX secolo. Non era solo una questione di moda o di pregiudizi; gli orologi del tempo erano notoriamente soggetti a incrostazioni dovute all'esposizione agli agenti atmosferici e potevano essere tenuti al sicuro dai danni solo se trasportati nelle tasche. Quando il panciotto venne introdotto come moda maschile alla corte di Carlo II nel XVII secolo, l'orologio da tasca veniva infilato in tasca. Il principe Alberto, consorte della regina Vittoria, introdusse come accessorio la "catena Albert", progettata per assicurare l'orologio da taschino all'indumento esterno dell'uomo. Verso la metà del diciannovesimo secolo, la maggior parte degli orologiai produceva una vasta gamma di orologi da polso, spesso commercializzati come braccialetti, per le donne.

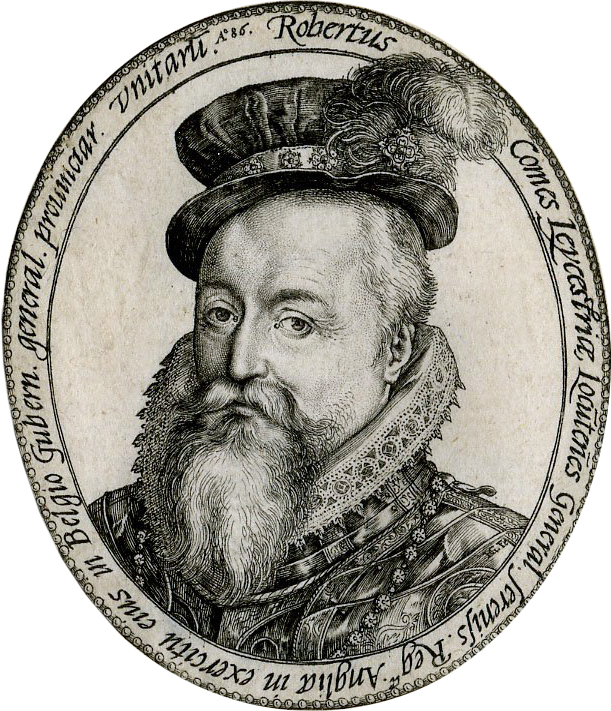
Robert Dudley, I conte di Leicester, uno dei primi personaggi storici menzionati in riferimento agli orologi da polso, per averne donato uno a Elisabetta I d'Inghilterra

Gli orologi da polso furono indossati per la prima volta dai militari verso la fine del diciannovesimo secolo, quando fu sempre più riconosciuta l'importanza di sincronizzare le manovre durante la guerra senza rischiare di rivelare potenzialmente il piano al nemico. Era chiaro che usare gli orologi da tasca mentre ci si trovava nel bel mezzo della battaglia o quando si era montato a cavallo non era pratico, così gli ufficiali cominciarono a legare gli orologi al polso. La Garstin Company di Londra brevettò un design "Watch Wristlet" nel 1893, anche se probabilmente stavano producendo disegni simili degli anni 1880. Chiaramente, al momento stava nascendo un mercato per orologi da polso da uomo. Ufficiali dell'esercito britannico iniziarono a usare gli orologi da polso durante le campagne militari coloniali nel 1880, come durante la guerra anglo-birmana del 1885.
Durante la guerra contro i boeri, l'importanza di coordinare i movimenti delle truppe e sincronizzare gli attacchi contro gli insorti boeri era fondamentale, e l'uso degli orologi da polso divenne in seguito diffuso tra la classe degli ufficiali. La società Mappin & Webb iniziò la produzione del loro "orologio da battaglia" che ebbe successo tra i soldati durante la campagna in Sudan nel 1898 e pochi anni dopo aumentò la produzione per la guerra contro i boeri. Questi primi modelli erano essenzialmente orologi da tasca standard montati su un cinturino in pelle, ma all'inizio del XX secolo i produttori iniziarono a produrre orologi da polso appositamente costruiti. L'azienda svizzera Dimier Frères & Cie brevettò un design di orologi da polso nel 1903. Nel 1904, Alberto Santos-Dumont, un giovane aviatore, chiese al suo amico, un orologiaio francese di nome Louis Cartier, di progettare un orologio che potesse essergli utile durante i suoi voli. Hans Wilsdorf si trasferì a Londra nel 1905 e fondò la propria attività con suo cognato Alfred Davis, la Wilsdorf & Davis, fornendo orologi di qualità a prezzi accessibili - la società divenne in seguito Rolex. Wilsdorf passò presto all'orologio da polso e incaricò la ditta svizzera Aegler di produrre una linea di orologi da polso.

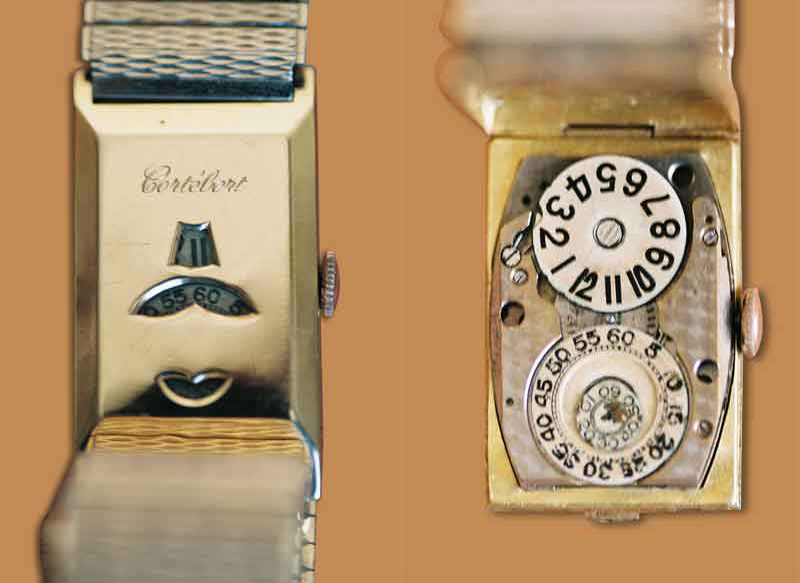
Orologio da polso Cortébert degli anni 1920

Il suo orologio da polso Rolex del 1910 divenne il primo orologio del genere a ricevere la certificazione di cronometro in Svizzera e nel 1914 vinse un premio dal Kew Observatory di Richmond, a ovest di Londra. L'impatto della prima guerra mondiale cambiò in modo incisivo la percezione pubblica sull'opportunità dell'orologio da polso per gli uomini e aprì un mercato di massa nell'era del dopoguerra. La tattica di artiglieria a sbarramento strisciante, sviluppata durante la guerra, richiedeva una sincronizzazione precisa tra i cannoni dell'artiglieria e la fanteria che avanzava dietro la raffica. Gli orologi di servizio prodotti durante la guerra furono appositamente progettati per il rigore della guerra di trincea, con quadranti luminosi e vetro infrangibile. Anche gli orologi da polso erano necessari sia in aria che a terra: i piloti militari li trovavano più comodi degli orologi da tasca per le stesse ragioni di Santos-Dumont. Il dipartimento di guerra britannico iniziò quindi a distribuire orologi da polso per i combattenti dal 1917.
La società H. Williamson Ltd., con sede a Coventry, fu una delle prime a trarre vantaggio da questa opportunità. Nel 1916 venne riscontrato che "...il pubblico sta comprando le cose pratiche della vita, nessuno può sostenere che l'orologio sia un lusso, si dice che un soldato su quattro indossi un orologio da polso e altri tre intendono averne uno il più presto possibile". Alla fine della guerra, quasi tutti gli arruolati indossavano un orologio da polso, e dopo che furono smobilitati, la moda prese presto piede - nel 1917 il British Horological Journal scrisse che "... l'orologio da polso era poco usato dal sesso forte prima della guerra, ma ora è visto al polso di quasi tutti gli uomini in uniforme e di molti uomini in abiti civili". Nel giro di un decennio, le vendite di orologi da polso avevano superato quelle degli orologi da tasca.

#### Equazione del tempo
Tra la fine del XVII e il XVIII secolo vennero prodotti orologi con meccanismi per l'equazione del tempo, i quali permettevano all'utilizzatore di vedere o calcolare il tempo solare apparente, come sarebbe mostrato da una meridiana. Prima dell'invenzione dell'orologio a pendolo, le meridiane erano gli unici segnatempo precisi. Quando gli orologi di qualità diventarono disponibili, essi apparvero imprecisi alle persone che erano abituate a fidarsi delle meridiane. La variazione annuale dell'equazione del tempo poteva rendere un orologio fino a circa 15 minuti più veloce o lento, rispetto ad una meridiana, a seconda del periodo dell'anno. Questi orologi con equazione del tempo hanno soddisfatto la richiesta di orologi che concordassero con le meridiane. Sono stati ideati diversi tipi di meccanismi, che possono essere trovati in esemplari sopravvissuti ai giorni nostri , soprattutto nei musei.

## Età moderna: la misurazione con precisione

### Orologi a pendolo

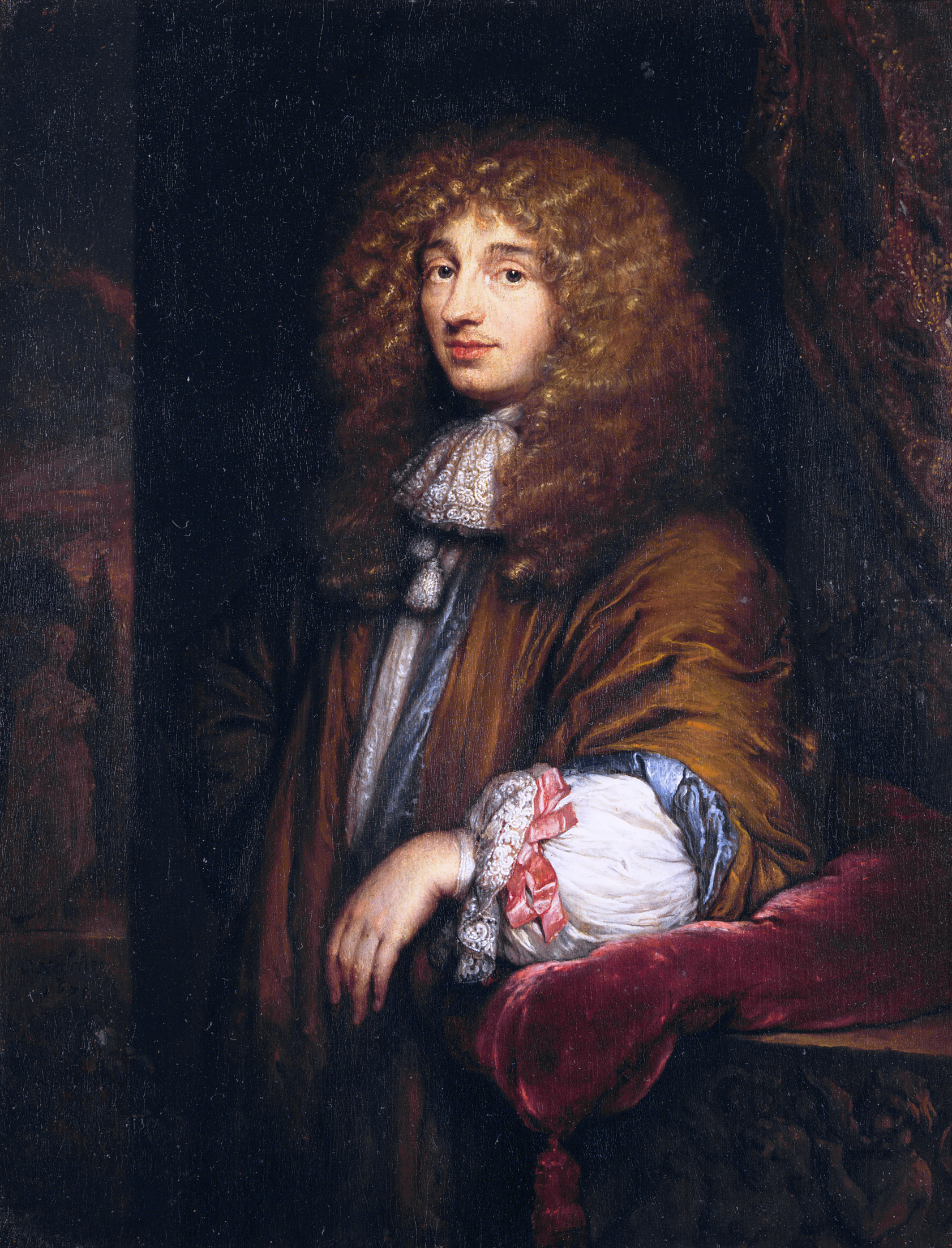
Christiaan Huygens, definito come l'orologiaio che portò all'era della cronometria di precisione

Le innovazioni dell'orologio meccanico continuarono, con la miniaturizzazione che portò agli orologi domestici nel XV secolo, e agli orologi personali nel XVI secolo. Negli anni '80 del XVI secolo, Galileo Galilei effettua delle osservazioni scientifiche riguardanti l'oscillazione regolare del pendolo e scopre che potrebbe essere usata per regolare un orologio. Sebbene Galileo abbia iniziato a studiare il pendolo già nel 1582, non ha mai effettivamente costruito un orologio basato su quel progetto. Il primo orologio a pendolo fu progettato e costruito dallo scienziato olandese Christiaan Huygens, nel 1656. I primi prototipi avevano un margine di errore di meno di un minuto al giorno, e gli orologi a pendolo immediatamente successivi giunsero ad un margine d'errore di 10 secondi, risultando così molto accurati per la loro epoca.
In Inghilterra, la produzione di orologi a pendolo fu presto ripresa. L'orologio a pendolo longcase noto anche con il nome di Grandfather Clock venne creato per ospitare il pendolo opera dell'orologiaio inglese William Clement nel 1670-1671; ciò divenne fattibile dopo che Clement inventò il meccanismo di scappamento ad ancora nel 1670 circa. Prima di allora, gli orologi a pendolo utilizzavano il meccanismo di scappamento a foliot, che richiedeva oscillazioni del pendolo molto ampie, di circa 100 gradi. Per evitare la necessità di un contenitore molto grande per il pendolo, la maggior parte degli orologi che utilizzavano lo scappamento a foliot aveva un pendolo corto. L'introduzione del meccanismo di scappamento ad ancoraggio, tuttavia, ridusse l'oscillazione necessaria del pendolo a un valore compreso tra 4 e 6 gradi, consentendo agli orologiai di utilizzare pendoli più lunghi con battiti conseguentemente più lenti. Questi richiedono meno energia per muoversi, causano meno attrito e usura, ed erano più precisi dei loro predecessori più corti. La maggior parte degli orologi di questo tipo usano un pendolo lungo circa un metro, con ogni oscillazione che richiede un secondo. Questo requisito di altezza, insieme alla necessità di un lungo spazio di caduta per i pesi che alimentano l'orologio, ha dato origine alla cassa alta e stretta.
Clement introdusse anche la molla a sospensione del pendolo nel 1671. La lancetta dei minuti fu aggiunta a questi tipi di orologi da Daniel Quare, un orologiaio di Londra, e verrà poi introdotta la lancetta dei secondi.
I gesuiti furono un gruppo importante per il contributo allo sviluppo degli orologi a pendolo nei secoli XVII e XVIII, avendo avuto un "apprezzamento insolito dell'importanza della precisione". Nel misurare un accurato pendolo di un secondo, ad esempio, l'astronomo italiano padre Giovanni Battista Riccioli persuase nove compagni gesuiti "a contare quasi 87.000 oscillazioni in un solo giorno". Svolsero un ruolo cruciale nel diffondere e testare le idee scientifiche del periodo e collaborarono con scienziati contemporanei, come Huygens.

### Orologi con molla a spirale

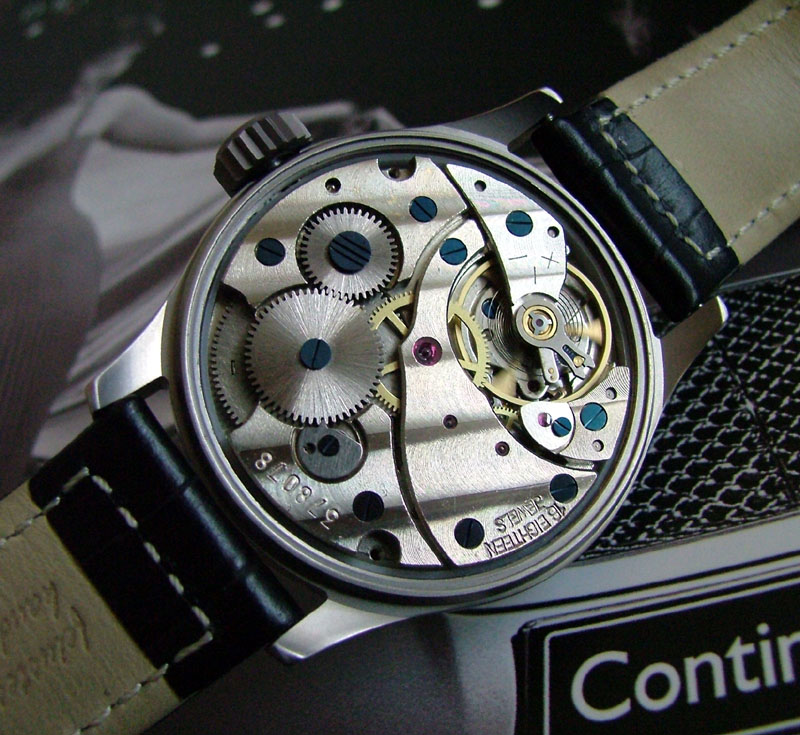
Meccanica di un orologio. Dalla sua invenzione nel 1675 di Huygens, il sistema a molla a spirale per orologi portatili, è ancora oggi utilizzato nell'industria dell'orologeria meccanica. Come gli orologi a pendolo, gli orologi con molla a spirale furono tra i primi sistemi di cronometraggio precisi.

L'invenzione della molla all'inizio del XV secolo permise la produzione di orologi portatili, che si evolvettero nei primi modelli di orologi del XVII secolo, ma questi non furono molto precisi finché la molla del bilanciere non fu aggiunta alla ruota del bilanciere a metà del XVII secolo. Qualche controversia rimane sul fatto che lo scienziato britannico Robert Hooke o lo scienziato olandese Christiaan Huygens sia stato l'inventore della molla a spirale. Huygens è stato chiaramente il primo a utilizzare una molla a spirale, la forma utilizzata praticamente in tutti gli orologi fino ai giorni nostri. L'aggiunta della molla faceva ruotare il bilanciere di un oscillatore armonico come il pendolo in un orologio a pendolo, che oscillava a una frequenza di risonanza fissa e resisteva oscillando ad altre frequenze. Questa innovazione ha aumentato enormemente la precisione degli orologi, riducendo il margine d'errore a circa 10 minuti al giorno, con l'aggiunta della lancetta dei minuti al quadrante dell'orologio intorno al 1680 in Gran Bretagna e 1700 in Francia.
Così come l'invenzione dell'orologio a pendolo, il sistema a molla a spirale di Huygens ha contribuito a gettare le basi per l'industria dell'orologeria moderna. L'applicazione della molla a spirale per gli orologi ha inaugurato una nuova era di precisione, simile a quella introdotta dal pendolo per gli orologi fissi. Dalla sua invenzione nel 1675 da parte di Christiaan Huygens, il sistema a molla a spirale è ancora oggi utilizzato nell'industria meccanica dell'orologeria.

### Orologi da taschino

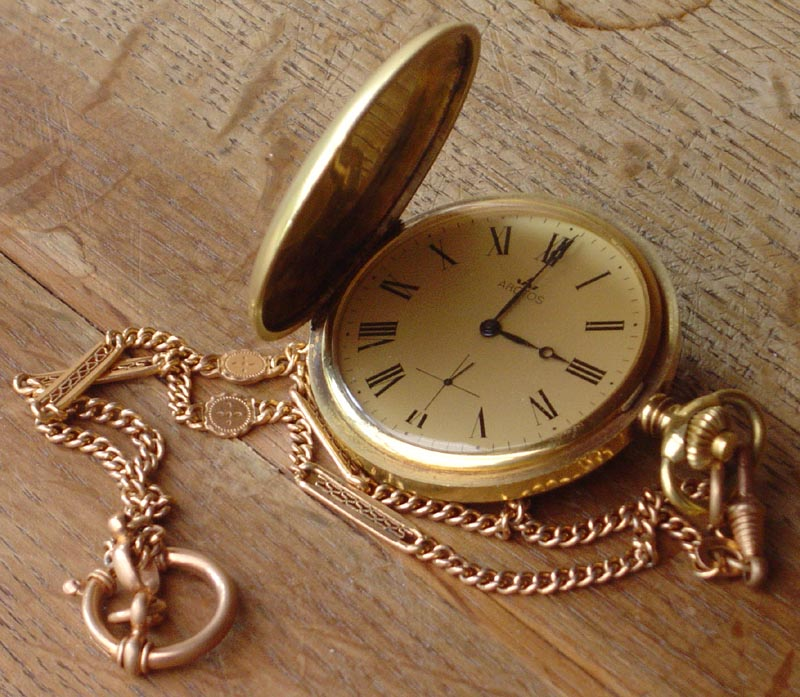
Un orologio da taschino

Nel 1675, come detto, Huygens e Robert Hooke inventarono il bilanciamento con molla a spirale, progettata per controllare la velocità di oscillazione del bilanciere. Questo fondamentale progresso rese finalmente possibile la produzione di orologi da taschino di precisione. L'orologiaio inglese Thomas Tompion fu uno dei primi a usare con successo questo meccanismo nei suoi orologi da taschino, e inserì la lancetta dei minuti la quale, dopo esser stata parte di variegati prototipi, alla fine divenne presenza definitiva nella configurazione moderna.

### Cronometri marini

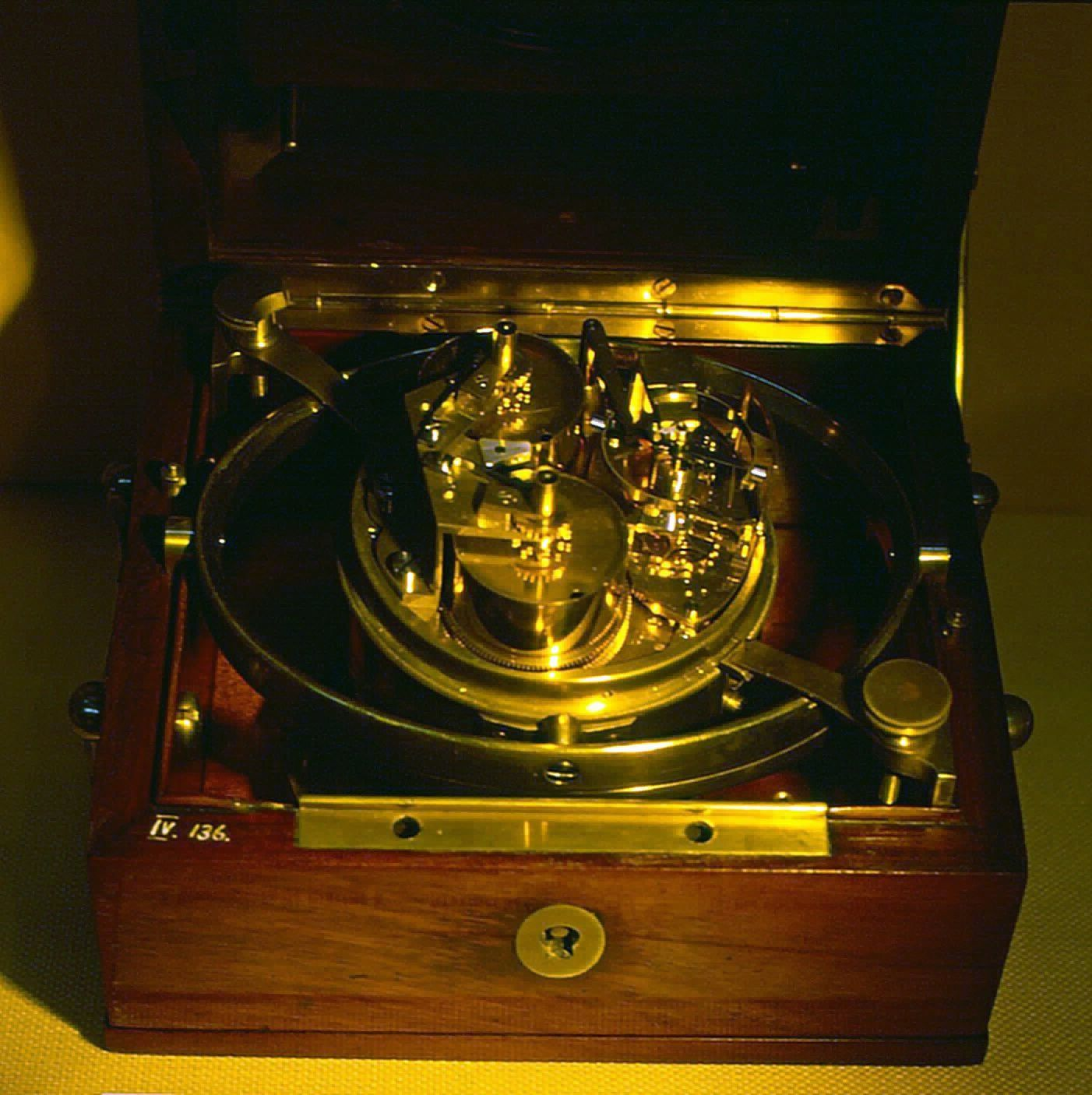
Un cronometro marino

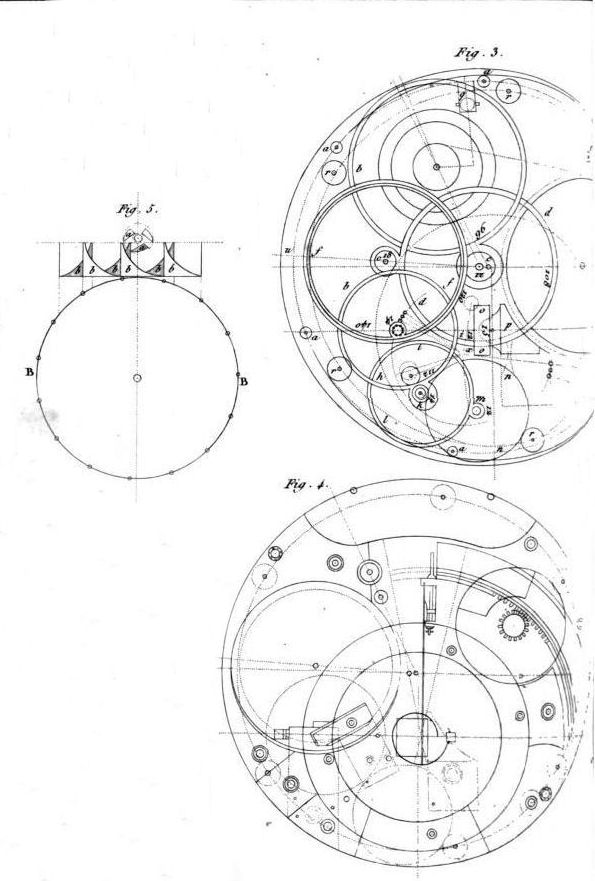
Abbozzo del cronometro H4 di Harrison del 1761, pubblicato in The principles of Mr Harrison's time-keeper, 1767

I cronometri marini sono orologi usati in mare come standard del tempo, per determinare la longitudine mediante la navigazione astronomica. Un impulso importante per il miglioramento della precisione e dell'affidabilità degli orologi provenne dalla necessità di un sistema ad alta precisione per la misurazione del tempo per la navigazione. La posizione di una nave in mare poteva essere determinata con maggiore precisione se un navigatore avesse potuto fare affidamento su un orologio con un margine di errore massimo di circa 10 secondi al giorno. Il cronometro marino dovrebbe mantenere l'orario di una posizione fissa, di solito il tempo del meridiano di Greenwich, permettendo ai marinai di determinare la longitudine confrontando il mezzogiorno locale con quello dell'orologio.
Dopo il disastro navale di Scilly del 1707, in cui quattro navi si incagliarono a causa di errori di navigazione, il governo britannico offrì un grande premio di £ 20.000, equivalente a milioni di sterline oggi, per chiunque potesse determinare con precisione la longitudine. La ricompensa fu infine ottenuta nel 1761 dal carpentiere dello Yorkshire John Harrison, che dedicò la sua vita a migliorare la precisione dei suoi orologi. Nel 1735 Harrison costruì il suo primo cronometro, che migliorò costantemente nei successivi trent'anni prima di sottoporlo ad una pubblica verifica. Questo tipo di cronometro ha avuto molte innovazioni, incluso l'uso di cuscinetti per ridurre l'attrito, i pesi ponderati per compensare l'oscillazione della nave in mare e l'uso di due metalli diversi per ridurre il problema dell'espansione dal calore.
Il cronometro fu sperimentato nel 1761 dal figlio di Harrison e dopo 10 settimane il suo margine d'errore divenne meno di 5 secondi.

### Orologi elettrici

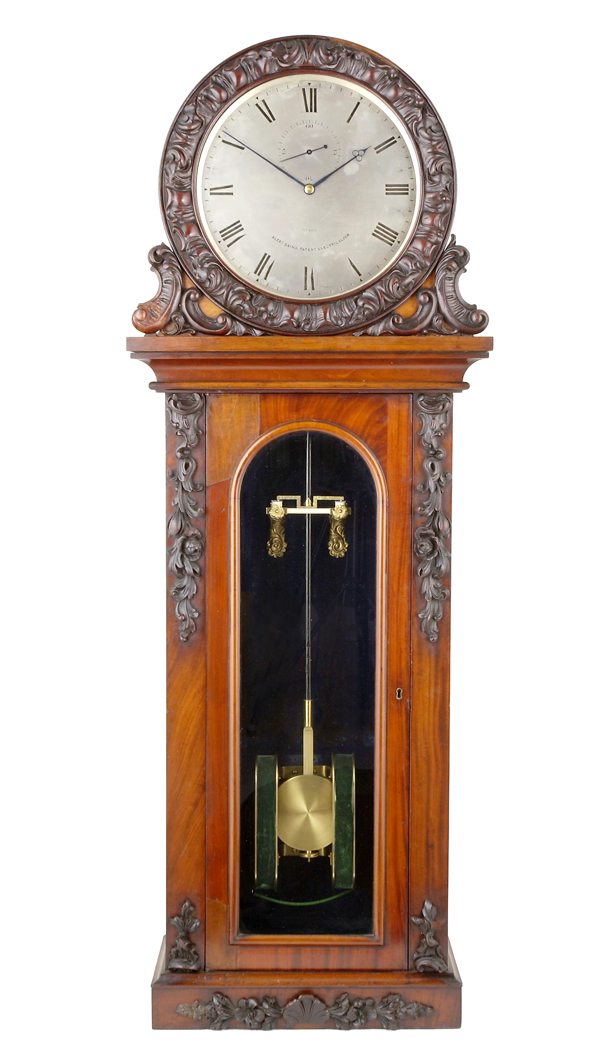
Uno dei primi orologi elettromagnetici di Bain, datato 1840 circa

Nel 1815, Sir Francis Ronalds (1788-1873) di Londra pubblicò il precursore dell'orologio elettrico, l'orologio elettrostatico. Era alimentato con pile a secco, una batteria ad alta tensione con una durata estremamente lunga, ma suscettibile ai cambiamenti climatici. Successive modifiche ai modi di regolare l'elettricità resero questi modelli affidabili in variegate condizioni meteorologiche.
Alexander Bain, un orologiaio e costruttore di strumenti scozzese, fu il primo ad inventare e brevettare l'orologio elettrico nel 1840. L'11 gennaio 1841, Alexander Bain insieme a John Barwise, un produttore di cronometri, produsse altro importante brevetto che descriveva un orologio in cui un pendolo elettromagnetico e la corrente elettrica sono impiegati per mantenere l'orologio in funzione al posto di molle o pesi. I successivi brevetti ampliarono le sue idee originali.

### Orologi al quarzo

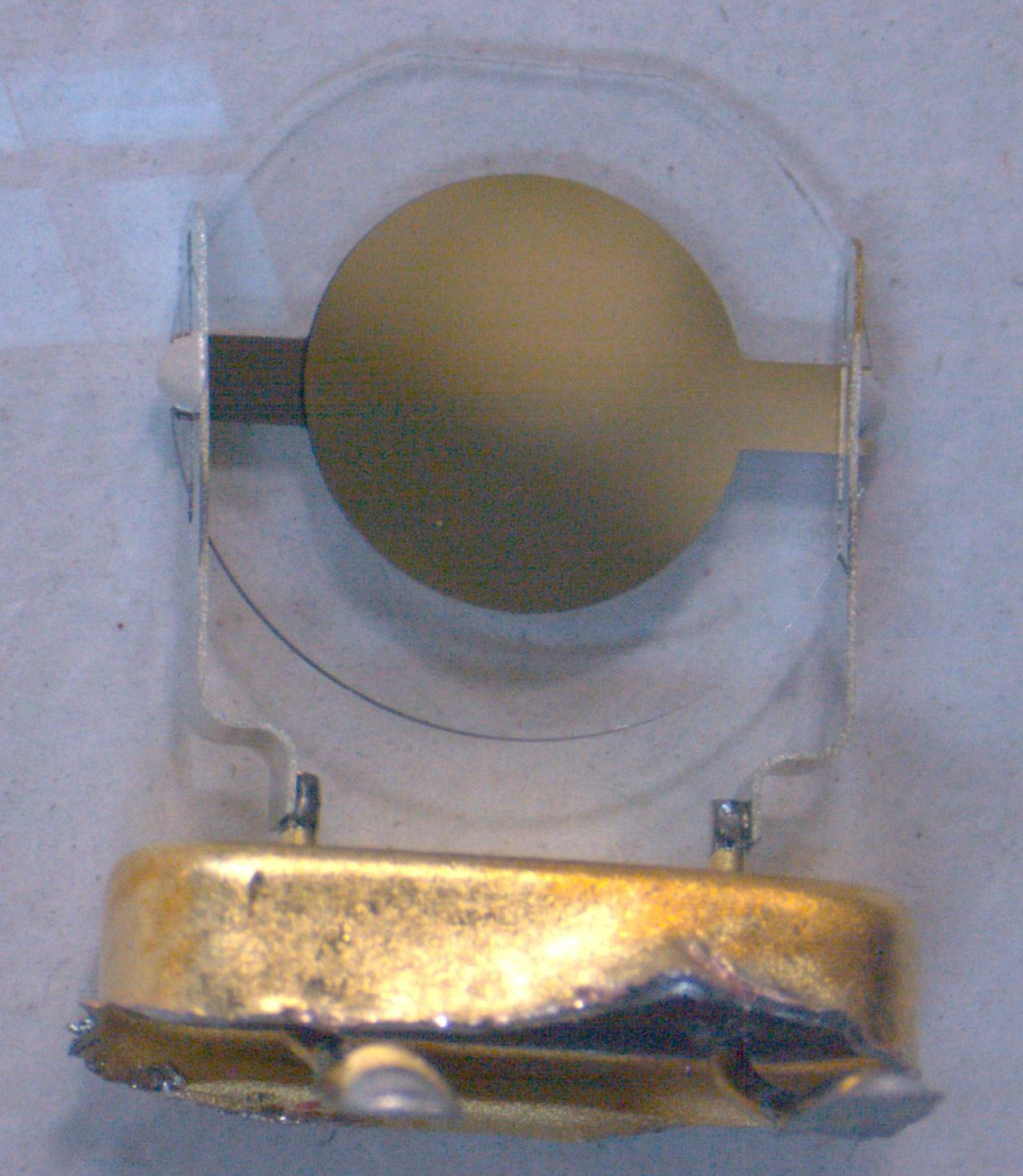
Interno di un orologio al quarzo

Le proprietà piezoelettriche del quarzo cristallino furono scoperte da Jacques e Pierre Curie nel 1880. Il primo oscillatore al quarzo fu costruito da Walter G. Cady nel 1921 e nel 1927 il primo orologio al quarzo fu costruito da Warren Marrison e J. W. Horton presso i Bell Telephone Laboratories in Canada. I decenni successivi hanno visto lo sviluppo di orologi al quarzo come dispositivi di misurazione del tempo ad alta precisione nel contesto dei laboratori: i dispositivi elettronici del conteggio, voluminosi e delicati, ne limitavano l'uso pratico altrove. Nel 1932 fu sviluppato un orologio al quarzo in grado di misurare piccole variazioni settimanali nella velocità di rotazione della Terra. Il NIST ha basato il tempo standard degli Stati Uniti utilizzando orologi al quarzo dalla fine del 1929 fino agli anni Sessanta, quando è passato all'utilizzo di orologi atomici. Nel 1969, il produttore giapponese Seiko ha prodotto il primo orologio da polso al mondo al quarzo, l'Astron. La loro precisione intrinseca e il basso costo di produzione hanno portato alla successiva proliferazione degli orologi al quarzo.

### Orologi atomici
Gli orologi atomici sono i dispositivi di cronometria più precisi al giorno d'oggi. Con un margine di errore di pochi secondi nel corso di molte migliaia di anni, sono utilizzati per calibrare gli altri orologi e differenti strumenti di cronometraggio.
L'ipotesi di usare le transizioni atomiche per misurare il tempo fu suggerita per la prima volta da Lord Kelvin già nel 1879, nonostante questo sarà solo negli anni Trenta con lo sviluppo della risonanza magnetica nucleare che l'idea sarà messa in pratica. Un prototipo di dispositivo maser ad ammoniaca fu costruito nel 1949 presso l'U.S. National Bureau of Standards (un tempo NBS, ora denominato NIST). Sebbene fosse meno preciso degli orologi al quarzo già esistenti, fu utile per dimostrare il concetto.
Il primo orologio atomico che poteva dirsi accurato, basato su una certa transizione dell'atomo del cesio-133, fu costruito da Louis Essen nel 1955 presso il National Physical Laboratory nel Regno Unito. La calibrazione dell'orologio atomico standard del cesio è stata effettuata mediante l'uso del tempo effemeride (ET).
Il Sistema internazionale di unità standardizzò la sua unità di tempo, il secondo, sulle proprietà del cesio nel 1967. Pertanto si definisce il secondo come 9.192.631.770 cicli della radiazione che corrisponde alla transizione tra due livelli di energia di spin dell'elettrone dello stato fondamentale dell'atomo di cesio 133C. L'orologio atomico al cesio, ha una precisione (ovvero un margine d'errore) di 30 miliardesimi di secondo all'anno. Gli orologi atomici hanno impiegato anche altri elementi, come l'idrogeno e il vapore di rubidio, offrendo una maggiore stabilità, nel caso degli orologi a idrogeno, e dimensioni più ridotte, un minore consumo energetico e quindi un costo inferiore (nel caso degli orologi al rubidio).

## Industria della produzione di orologi

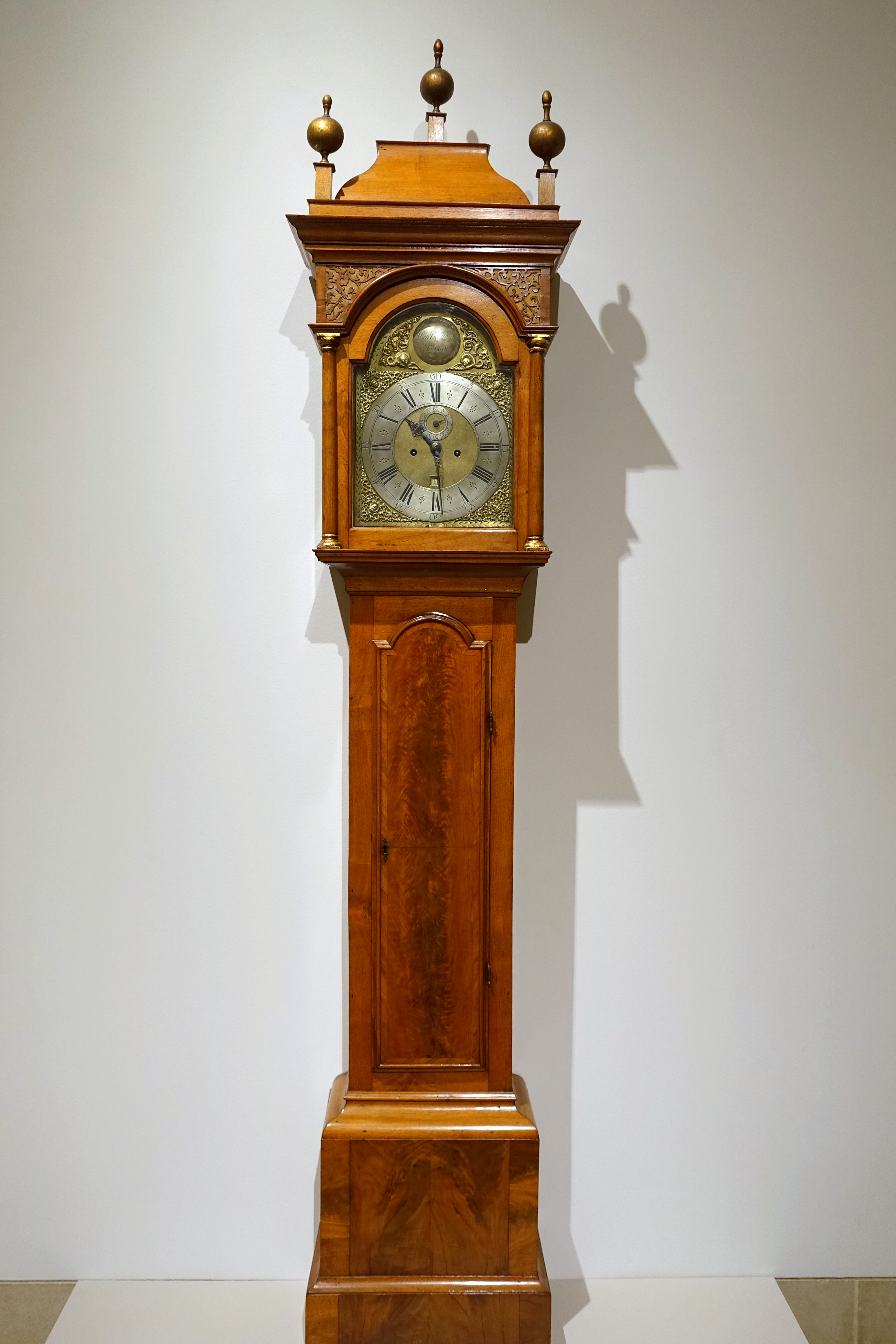
L'orologio di Sr. Bagnall, esposto al museo di Dallas

I primi orologiai professionisti provenivano dalle corporazioni dei fabbri e dei gioiellieri. L'orologeria si è sviluppata da una specialità artigianale in un'industria di produzione di massa dopo il trascorrere di molti anni.
Parigi e Blois furono i primi centri di sviluppo dell'orologeria in Francia. Orologiai francesi come Julien Le Roy, orologiaio di Versailles, erano leader nella progettazione di orologi ornamentali. Le Roy apparteneva alla quinta generazione di una famiglia di orologiai, ed era descritto dai suoi contemporanei come "l'orologiaio più abile in Francia, forse in Europa". Ha inventato uno speciale meccanismo di ripetizione che ha migliorato la precisione degli orologi, un quadrante che poteva essere aperto per vedere l'interno del meccanismo dell'orologio e realizzato o supervisionato circa 3.500 orologi. Lo spirito di competizione scaturito dalle sue scoperte ha ulteriormente incoraggiato i ricercatori a cercare nuovi metodi per misurare il tempo in modo più accurato.
Gli orologiai arrivarono nelle colonie americane dall'Inghilterra e dai Paesi Bassi nei primi anni del 1600. Tra i primi orologiai conosciuti nelle colonie vi erano Thomas Nash di New Haven, Connecticut (1638), William Davis di Boston (1683), Edvardus Bogardus di New York City (1698) e James Baterson di Boston (1707).
Il Metropolitan Museum of Art di New York City custodisce nelle sue collezioni un orologio di alta statura che Benjamin Bagnall, Sr., costruì a Boston prima del 1740 e che Elisha Williams acquisì probabilmente tra il 1725 e il 1739 mentre era rettore dell'Università di Yale. Il Dallas Museum of Art  invece custodisce nelle sue collezioni un orologio interamente realizzato con pezzi americani che Bagnall costruì a Boston tra il 1730 e il 1745.
Durante il 1600, quando il metallo era più difficile da trovare nelle colonie che il legno, la produzione per molti orologi americani era basata sul legno, questo includeva gli ingranaggi, che venivano ridotti a mano e modellati a mano, come tutte le altre parti. Benjamin Cheney di East Hartford, nel Connecticut, produceva orologi in legno che eseguivano rintocchi già nel 1745 mentre David Rittenhouse costruì un orologio con ingranaggi di legno intorno al 1749 vicino a Filadelfia all'età di 17 anni.
Tra il 1794 e il 1795, all'indomani della Rivoluzione francese, il governo francese ordinò per un breve periodo orologi decimali, con un giorno diviso in 10 ore da 100 minuti ciascuno. L'astronomo e matematico Pierre-Simon Laplace, tra gli altri, modificò il quadrante del suo orologio da tasca in tempo decimale. Un orologio nel Palais des Tuileries mantenne il tempo decimale fino al 1801, ma il costo di sostituire tutti gli orologi della nazione con il tempo decimale ne impedì la diffusione. Poiché gli orologi decimali aiutavano solo gli astronomi piuttosto che i comuni cittadini, fu uno dei cambiamenti considerati più impopolari e presto venne abbandonato.
In Germania, Norimberga e Augusta divennero tra i primi centri di specializzazione per l'orologeria e la zona della Foresta Nera si specializzò in orologi a cucù di legno.
Gli inglesi divennero gli orologiai predominanti dei secoli XVII e XVIII. I principali centri dell'industria britannica erano nella City di Londra, nel West End di Londra, a Soho, dove si erano stanziati molti abili ugonotti francesi e più tardi a Clerkenwell. Thomas Tompion è stato il primo orologiaio inglese ad ottenere fama internazionale e molti dei suoi allievi sono diventati grandi orologeria a tutti gli effetti, come George Graham e il suo allievo Thomas Mudge. Famosi orologiai di questo periodo comprendevano Joseph Windmills, Simon de Charmes che fondò la ditta di orologeria De Charmes e Christopher Pinchbeck, l'inventore del princisbecco.
Il controllo della qualità sugli orologi prodotti e gli standard furono imposti agli orologiai dalla Worshipful Company of Clockmakers, una corporazione che autorizzava gli orologiai a fare affari. Con l'avvento del consumismo verso la fine del XVIII secolo, gli orologi, in particolare gli orologi da tasca, sono diventati degli accessori di moda e sono stati realizzati in stili sempre più decorativi. Nel 1796, l'industria raggiunse il punto più alto con quasi 200.000 orologi prodotti ogni anno a Londra, tuttavia dalla metà del XIX secolo l'industria era andata in forte calo dalla concorrenza svizzera.
La Svizzera si è affermata come centro di orologeria dopo l'afflusso di artigiani ugonotti e nel XIX secolo l'industria svizzera "ha conquistato la supremazia mondiale in orologi di alta qualità fatti a macchina".